# Châtillon-Coligny
Pour les articles homonymes, voir Châtillon.
Châtillon-Coligny est une commune française située dans le département du Loiret, en région Centre-Val de Loire.

## Géographie

### Localisation et communes limitrophes

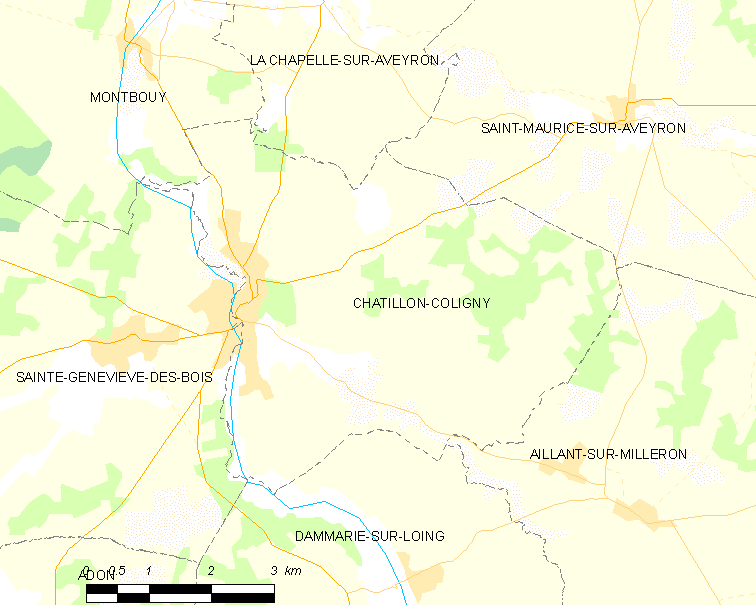
Carte de la commune de Châtillon-Coligny et des communes limitrophes.

La commune de Châtillon-Coligny se trouve à l'extrême-est du département du Loiret, dans la région agricole de la Puisaye. À vol d'oiseau, elle se situe à 70,7 km  d'Orléans, préfecture du département et à 21,1 km de Montargis, sous-préfecture.
Les communes les plus proches sont : Sainte-Geneviève-des-Bois (2 km), Dammarie-sur-Loing (4,8 km), Montbouy (5 km), La Chapelle-sur-Aveyron (5,2 km), Saint-Maurice-sur-Aveyron (6,8 km), Aillant-sur-Milleron (7 km), Adon (7,4 km), Feins-en-Gâtinais (8,3 km), Nogent-sur-Vernisson (8,4 km) et, dans l'Yonne, Rogny-les-Sept-Écluses (8,6 km).

### Lieux-dits et écarts
Les lieux-dits suivis d'un astérisque sont situés à l'écart de la route indiquée.
A
- Arbon*, Route de Saint-Maurice (D 56) ou Rue des Bottemines
- Les Audenets, Rue des Bottemines

B
- Badit, Route d'Aillant (D 41)
- Les Bardeaux, Route de La Chapelle (D 37)
- Beauregard, Route de Saint-Maurice (D 56)
- (Château de) Bonnière, Route de Bonnière
- La Borde,                       Fbg de Dammarie
- Les Bottemines, Rue des Bottemines
- Le Bréau*, Route de Bonnière
- Les Bruns*, Route d'Aillant (D 41)
- La Buchetonnière*, Rue des Bottemines

C
- Les Cacodeaux, Rue des Bottemines
- Camerole*, Route d'Aillant (D 41)
- Chassin*, Route de Saint-Maurice (D 56) ou Route de Bonnière
- Claireau*, Route d'Aillant (D 41)
- La Croix Lotteau,               Fbg de Dammarie

D
- Les Dreux*, Rue des Bottemines

E
- Essonne*, Route d'Aillant (D 41)

F
- Faubourg Marceau, Route d'Aillant (D 41)

G
- Gâtines*, Route d'Aillant (D 41)
- Le Gazon*,                      Fbg de Dammarie
- Le Grand Moulin, Rue des Grands Moulins

J
- Le Javot, Route de La Chapelle (D 37)

L
- La Loge*, Route de Saint-Maurice (D 56)

M
- La Malardière*, Route de Saint-Maurice (D 56)
- La Maréchaudière*, Route de Saint-Maurice (D 56)
- Monbouteille*, Route d'Aillant (D 41)
- Le Moulin à Tan*, Route d'Aillant (D 41)

P
- La Pannière*, Route de Saint-Maurice (D 56)
- Les Perraults*, Route d'Aillant (D 41)
- Peuille*,                       Fbg de Dammarie
- Les Planches*, Route de Saint-Maurice (D 56)
- Ponton, Route d'Aillant (D 41)
- Prenant, Route d'Aillant (D 41)

R
- Les Raimbaults, Route de Saint-Maurice (D 56) ou Rue des Bottemines
- Le Régeau*, Route de Montargis (D 93)
- Les Ricasseaux, Rue des Bottemines
- Le Razoir,                      Fbg de Dammarie

S
- La Sablonnière*, Rue des Bottemines
- Les Saureraux*, Rue des Bottemines

T
- Les Tranchants*, Route de La Chapelle (D 37) ou Route de Montargis (D 93)

V
- Villefranche*, Route d'Aillant (D 41)
- Les Viviens*, Route de Saint-Maurice (D 56)

### Relief et paysages
Châtillon-Coligny est dans le Gâtinais, mais les paysages plus vallonnés de la Puisaye commencent pratiquement à sa porte ; Bléneau est à seulement 18 km au sud-est.
Le territoire est constitué de plateaux calcaires fertiles assez boisés, entrecoupés par les vallées du Loing et de ses affluents. Sa campagne offre de nombreux territoires de chasse et de pêche.
Le bourg, très excentré sur sa propre commune, se trouve sur la limite ouest et forme un tissu urbain commun avec le bourg de Sainte-Geneviève.

### Géologie et relief

#### Géologie
La commune se situe dans le sud du Bassin parisien, le plus grand des trois bassins sédimentaires français. Cette vaste dépression, occupée dans le passé par des mers peu profondes et des lacs, a été comblée, au fur et à mesure que son socle s’affaissait, par des sables et des argiles, issus de l’érosion des reliefs alentours, ainsi que des calcaires d’origine biologique, formant ainsi une succession de couches géologiques.
Les couches affleurantes sur le territoire communal sont constituées de formations superficielles du Quaternaire et de roches sédimentaires datant du Cénozoïque, l'ère géologique la plus récente sur l'échelle des temps géologiques, débutant il y a 66 millions d'années, et du Mésozoïque, anciennement appelé Ère secondaire, qui s'étend de −252,2 à −66,0 Ma. La formation la plus ancienne est de la craie blanche à silex remontant à la période Crétacé. La formation la plus récente est des alluvions récentes des lits mineurs remontant à l’époque Holocène de la période Quaternaire. Le descriptif de ces couches est détaillé dans les feuilles « no 400 - Châtillon-Coligny » et « no 401 - Bléneau » de la carte géologique au 1/50 000ème du département du Loiret, et leurs notices associées,.

Carte géologique de la commune

|  | Fz : | alluvions récentes des lits mineurs, Holocène                     |
|  | FC : | alluvions et colluvions du fond des vallées secondaires, Holocène |

|  | qOE : | Limons et Loess, Quaternaire |

|  | g1CEt : | calcaire d'Étampes, Stampien supérieur |

|  | e4PN : | poudingue de Nemours, Paléocène-Éocène inférieur |

|  | e1-4S :  | formations détritiques (argiles, sables, conglomérats) et Argiles à silex, Paléocène-Éocène inférieur |
|  | e1-4Rc : | complexe argilo-sableux à silex = argiles à silex, Paléocène-Éocène inférieur                         |

|  | c3Cr : | craie blanche à silex, Coniacien |
|  | c2Cr : | craie blanche à silex, Turonien  |

#### Relief
La superficie cadastrale de la commune publiée par l’Insee, qui sert de références dans toutes les statistiques, est de 25,53 km2,. La superficie géographique, issue de la BD Topo, composante du Référentiel à grande échelle produit par l'IGN, est quant à elle de 25,49 km2. L'altitude du territoire varie entre 115 m et 179 m.

### Hydrographie
Châtillon-Coligny est traversée par le Loing du sud au nord, par le Milleron venant du sud-est et qui conflue dans le bourg, et depuis quatre siècles par le canal de Briare qui reste à peu près parallèle au Loing.
Le Loing et le canal de Briare présentent à Châtillon une configuration particulière : le Loing entre dans le canal à l'écluse du Gazon (proche du château de Rivière, au sud et en amont du bourg) et le quitte au déversoir de la Ronce (au nord-ouest et en aval du bourg). Entre ces deux points distants de 2,5 km (en suivant le fil de l'eau), la plus grande partie du cours du Loing transite par le canal. À son passage dans la ville, l'ancien lit du Loing a été par endroits entièrement remblayé - essentiellement sous la rue du Loing puis le long du boulevard de la République.
Cependant, un bras du canal (et donc une partie du Loing) va alimenter les anciennes douves des fortifications. Ce bras de canal est long de 500 m, et se prolonge par un petit cours d'eau qui se partage 110 m après la fin du canal en deux voies d'eau parallèles. Ces deux voies parallèles, courant entre la rue du Martinet et la rue de l'Égalité, rejoignent les anciennes douves 150 m plus loin. Ayant suivi le cours des douves pendant environ 230 m, une voie d'eau s'en sépare, probablement pour retrouver le cours originel du Loing. À 600 m en aval de cette séparation d'avec les douves, il reçoit son affluent le Milleron. Puis il rejoint le déversoir de la Ronce et récupère l'eau qu'il avait donné au canal en amont de la ville.
Le Milleron coulait originellement sous le château, au nord-est de la vieille ville dont l'emplacement était occupé par un étang signalé dès 1293. Postérieurement à cette date, le Milleron a été dévié pour alimenter lui aussi les douves des fortifications construites avec l'autorisation royale donnée en 1376 (ceci aida vraisemblablement aussi à finir de drainer et assécher l'étang, pour construire plus de maisons au pied du château). Une fois cette traversée de la ville effectuée, il retrouve son lit originel et se jette dans le Loing avant que ce dernier ne retrouve sa masse d'eau entière au déversoir de la Ronce.
Depuis la fin du XIXe siècle c'est donc essentiellement le déversoir de la Ronce qui régule le niveau d'eau du canal et le flot de la rivière, et en conséquence gère les inondations.

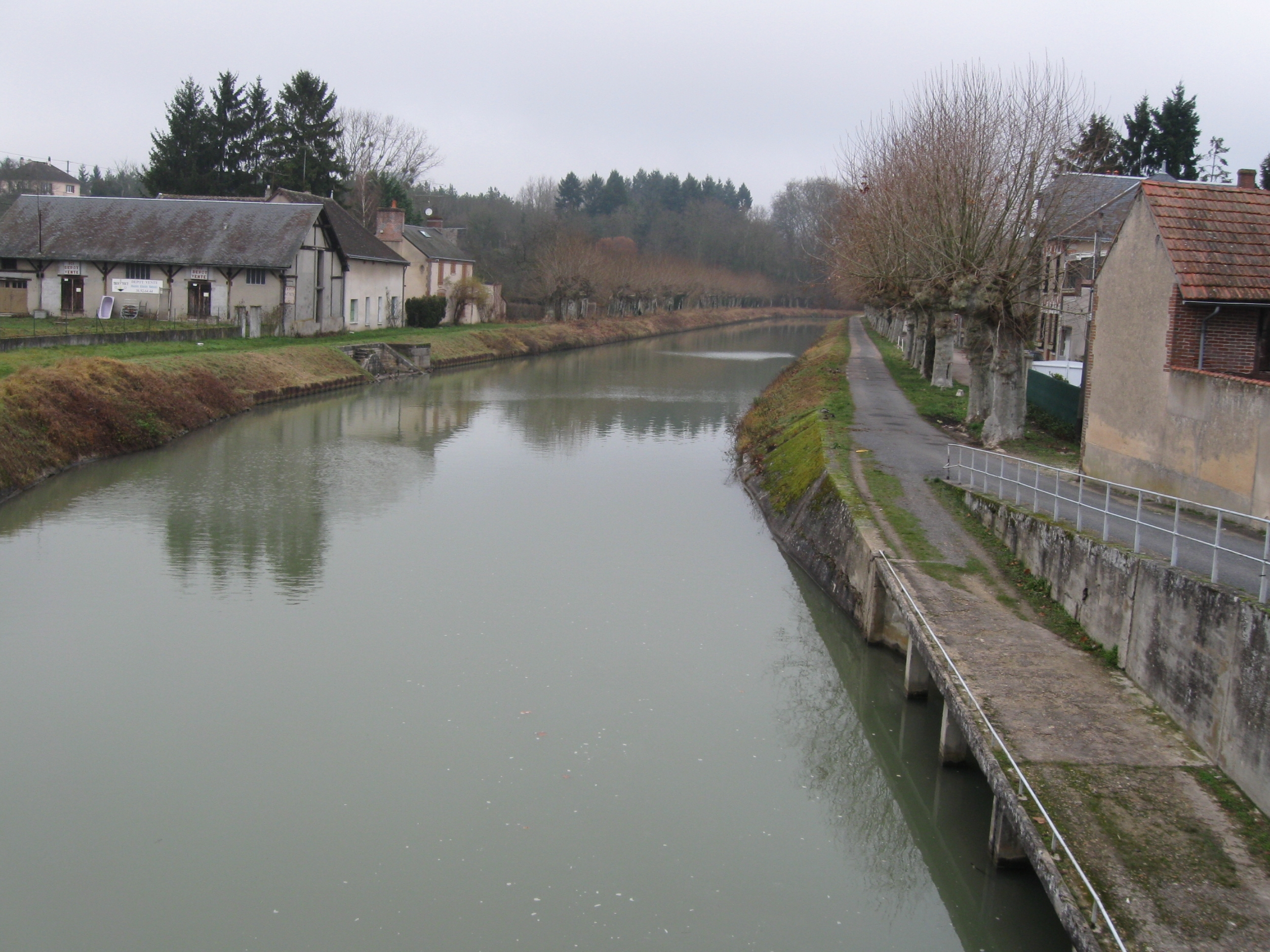
Le canal de Briare rue du Faubourg du Puyrault.
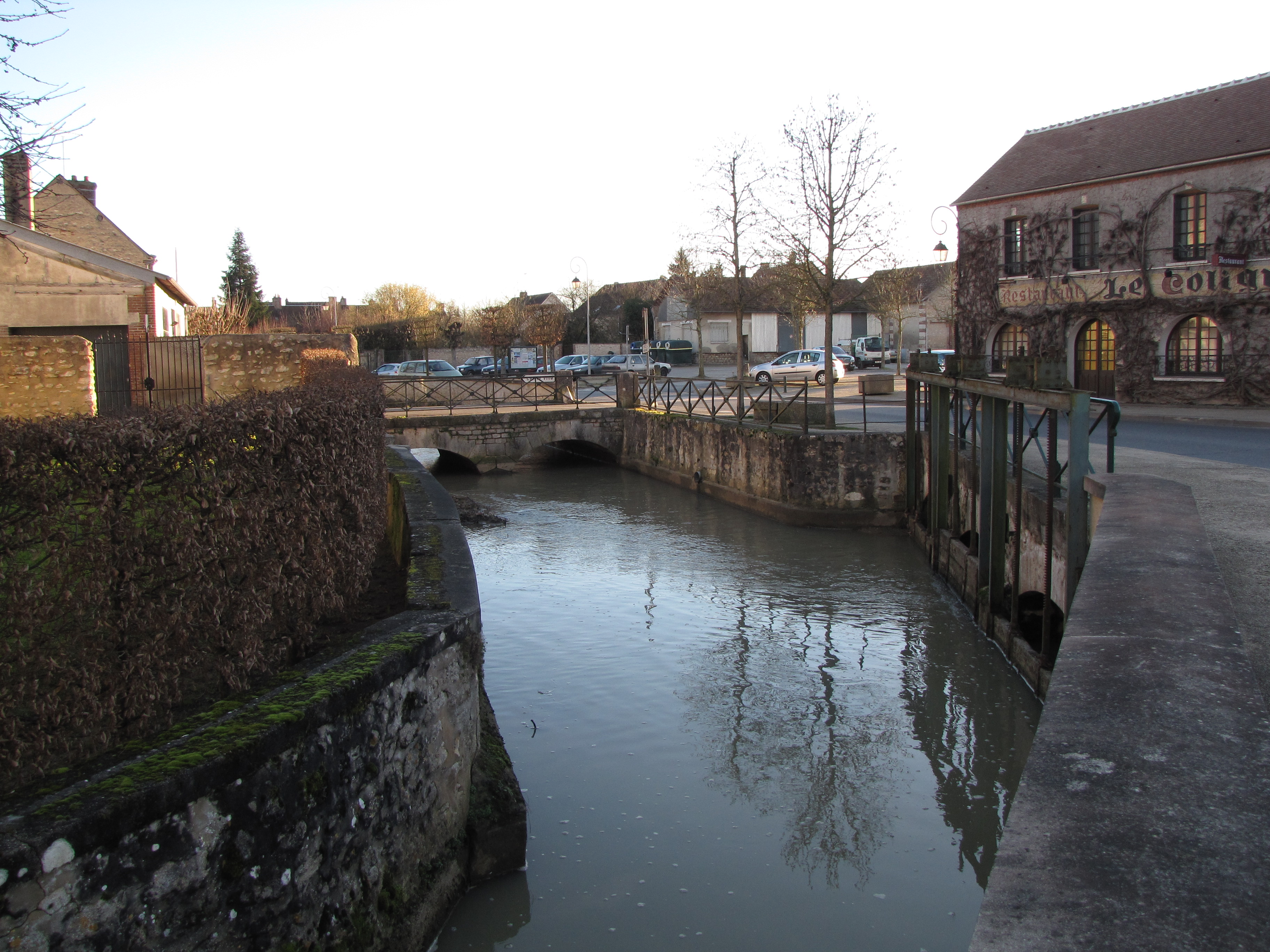
Douves et vanne au départ de l'ancien lit du Loing, Boulevard de la République.
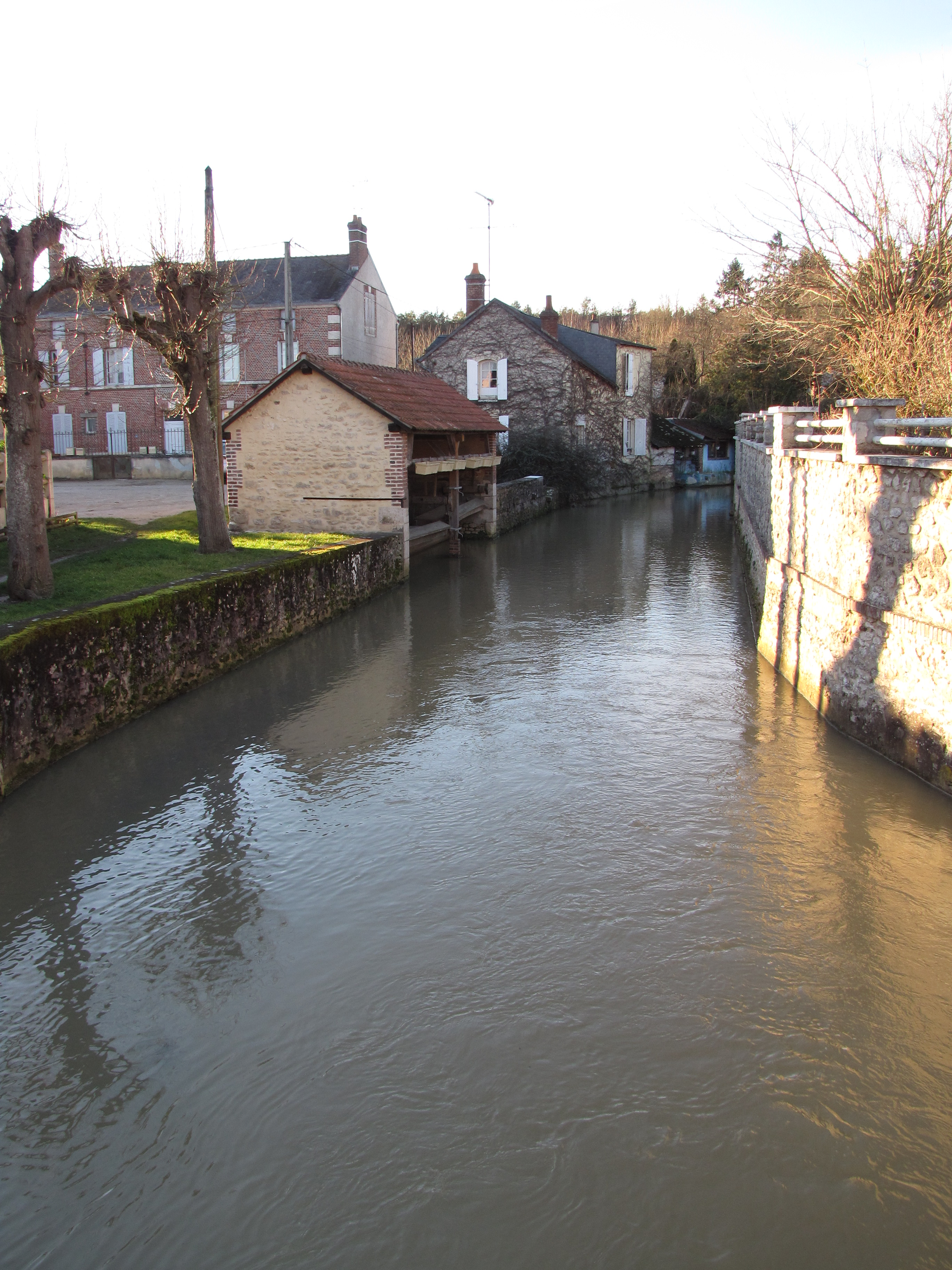
Le Loing depuis le boulevard de la République.
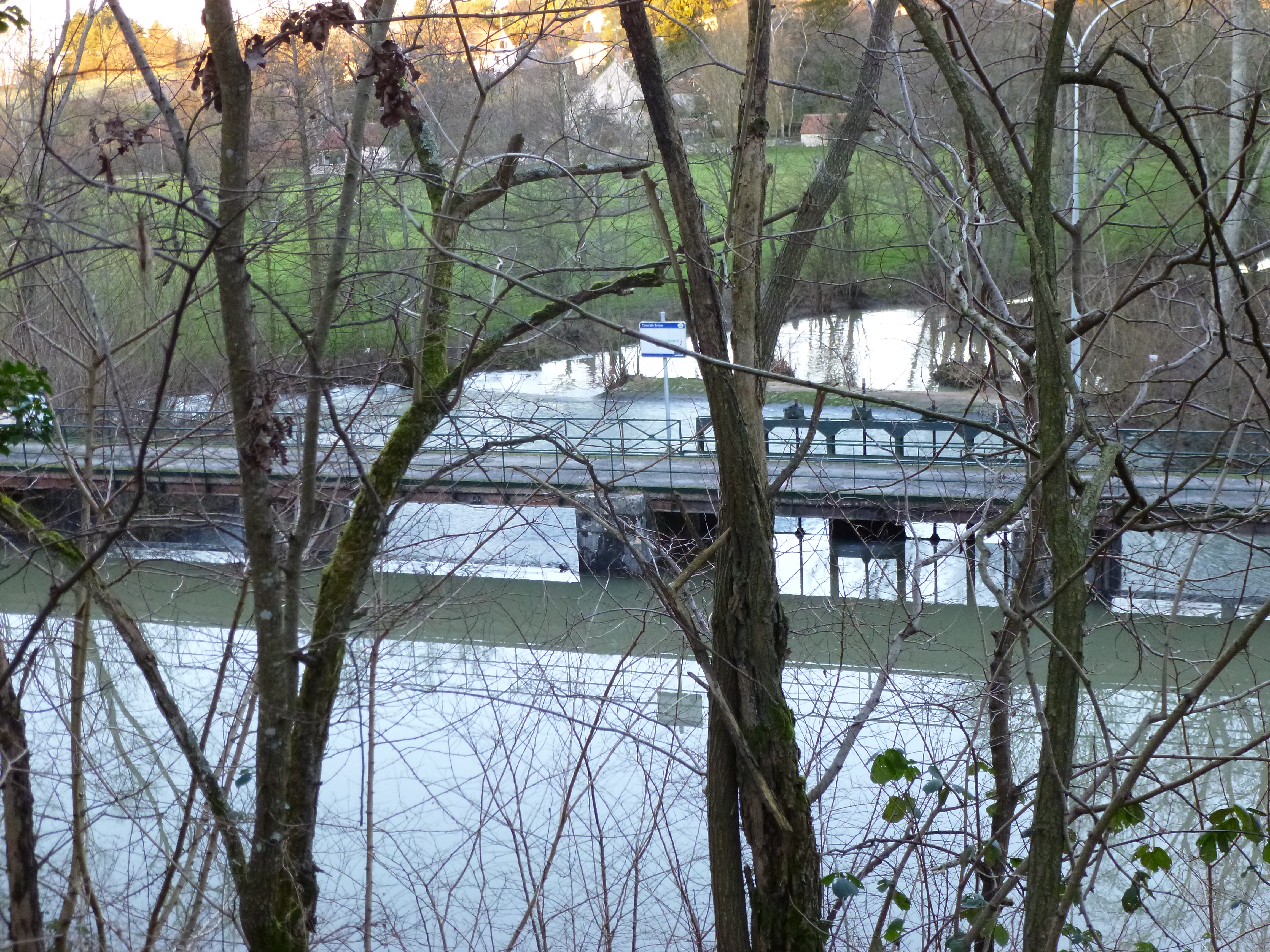
Déversoir de la Ronce en janvier 2014.

### Climat
Pour des articles plus généraux, voir Climat du Centre-Val de Loire et Climat du Loiret.
En 2010, le climat de la commune est de type climat océanique dégradé des plaines du Centre et du Nord, selon une étude du CNRS s'appuyant sur une série de données couvrant la période 1971-2000. En 2020, Météo-France publie une typologie des climats de la France métropolitaine dans laquelle la commune est exposée à un climat océanique altéré et est dans la région climatique Centre et contreforts nord du Massif Central, caractérisée par un air sec en été et un bon ensoleillement.
Pour la période 1971-2000, la température annuelle moyenne est de 10,9 °C, avec une amplitude thermique annuelle de 15,5 °C. Le cumul annuel moyen de précipitations est de 701 mm, avec 11 jours de précipitations en janvier et 7,4 jours en juillet. Pour la période 1991-2020, la température moyenne annuelle observée sur la station météorologique de Météo-France la plus proche, sur la commune de Nogent-sur-Vernisson à 8 km à vol d'oiseau, est de 11,7 °C et le cumul annuel moyen de précipitations est de 738,5 mm,. Pour l'avenir, les paramètres climatiques de la commune estimés pour 2050 selon différents scénarios d'émission de gaz à effet de serre sont consultables sur un site dédié publié par Météo-France en novembre 2022.

### Milieux naturels et biodiversité

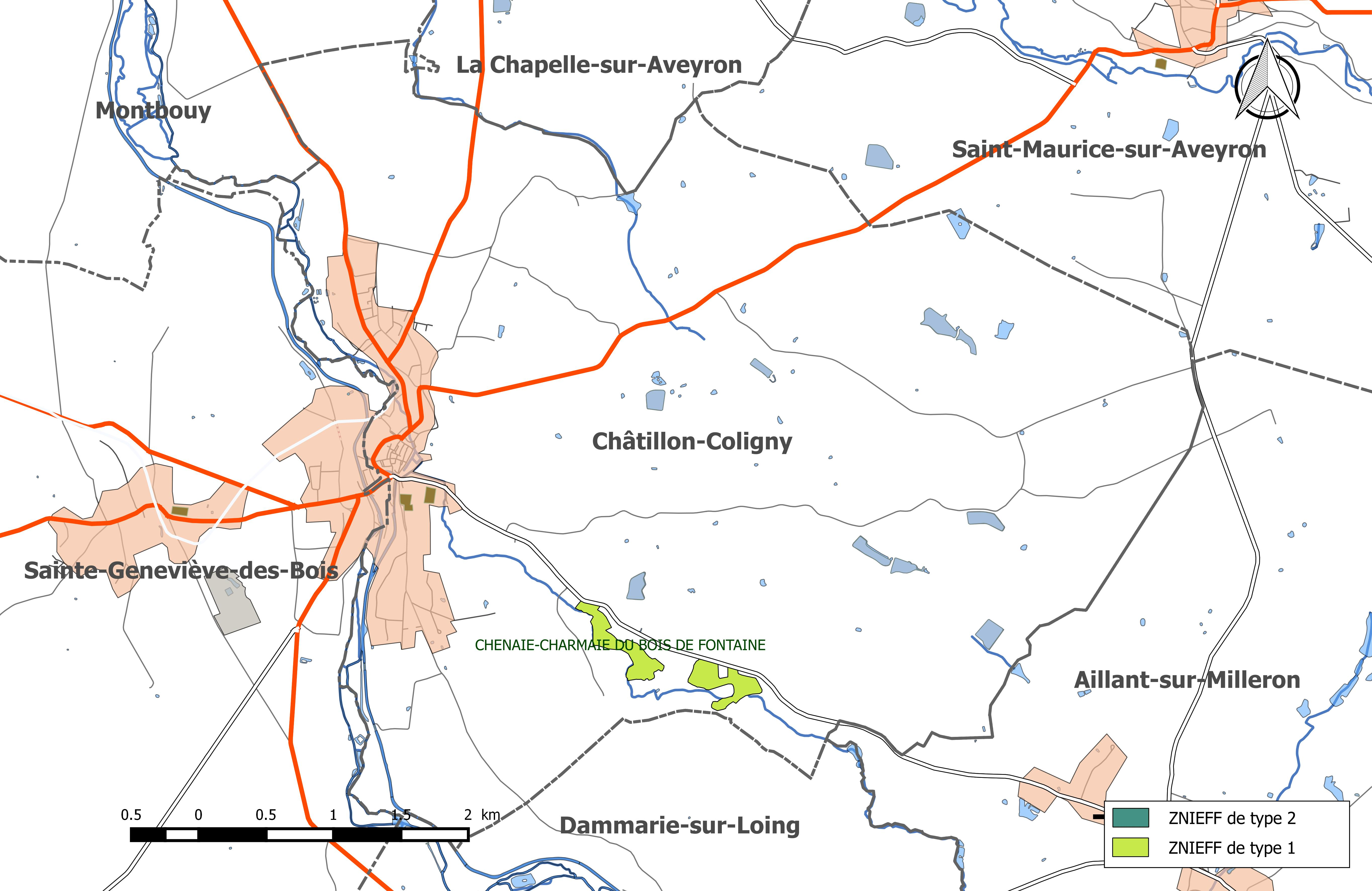
Carte des ZNIEFF de la commune et de ses abords.

La commune héberge la zone naturelle d'intérêt écologique, faunistique et floristique (ZNIEFF) continentale de type 1 de la « chênaie-charmaie du Bois de Fontaine. Elle est située à droite de la D 41 de Châtillon-Coligny à Aillant-sur-Milleron, étalée en longueur entre Prenant et Camerole.
Ses 19,16 hectares en rive droite du Milleron (affluent du Loing) sont divisés en deux noyaux, chacun occupé respectivement par une aulnaie-frênaie inondable en bas de versant et une chênaie-charmaie fraîche sur le versant. Quelques petites plantations de peupliers sont également présentes. Ce bois a été ainsi classé car il abrite la seule population conséquente en région Centre-Val de Loire d'anémones fausses renoncules (Anemone ranunculoides, espèce protégée en Île-de-France, en Haute-Normandie et en Aquitaine), et une grande quantité de scilles à deux feuilles (Scilla bifolia ou étoile bleue, espèce protégée dans les mêmes régions que la précédente, et dans le Nord-Pas-de-Calais) ; ainsi que la primevère des bois (Primula elatior, communément appelée « coucou »).
On y trouve aussi la bécasse des bois (Scolopax rusticola), espèce déterminante de la ZNIEFF car sujette à de nombreuses protections, et le martin-pêcheur (Alcedo atthis). Le Milleron y abrite le chabot commun (Cottus gobio, pour lequel l'état de conservation de l'espèce a été estimé « défavorable et inadéquat ») et le grand brochet (Esox lucius, classé « espèce vulnérable » en 2009 sur la liste rouge des poissons d'eau douce de France métropolitaine).

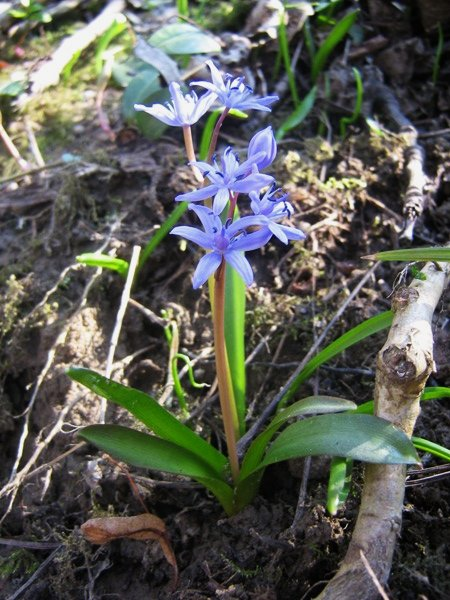
scille à deux feuilles (Scilla bifolia).
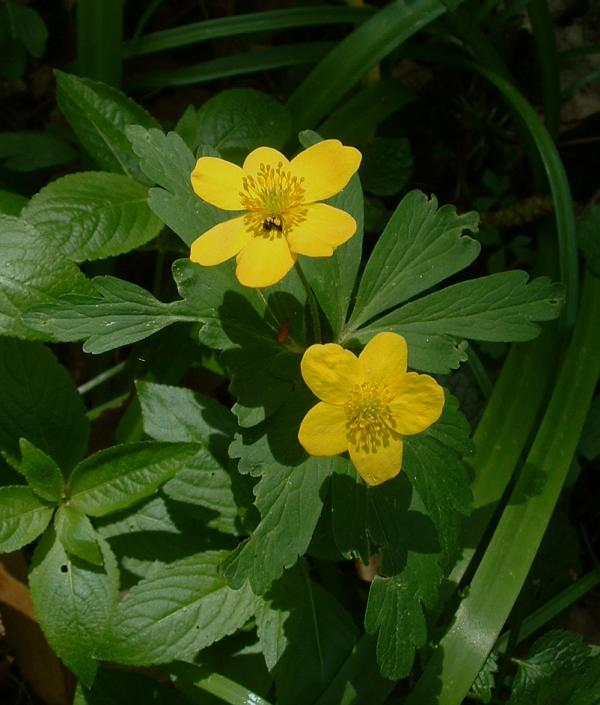
anémone fausse renoncule (Anemone ranunculoides).
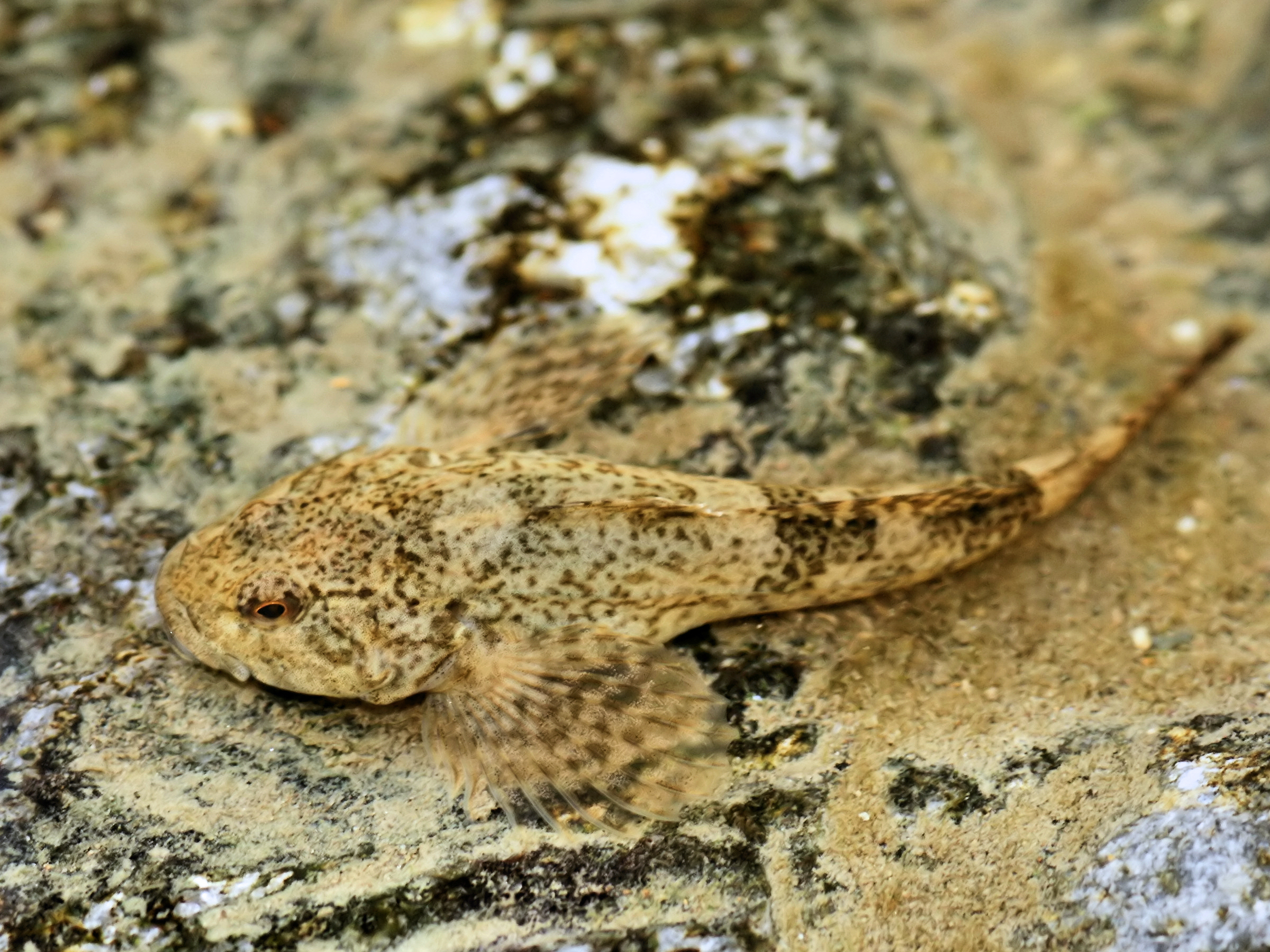
chabot commun (Cottus gobio).
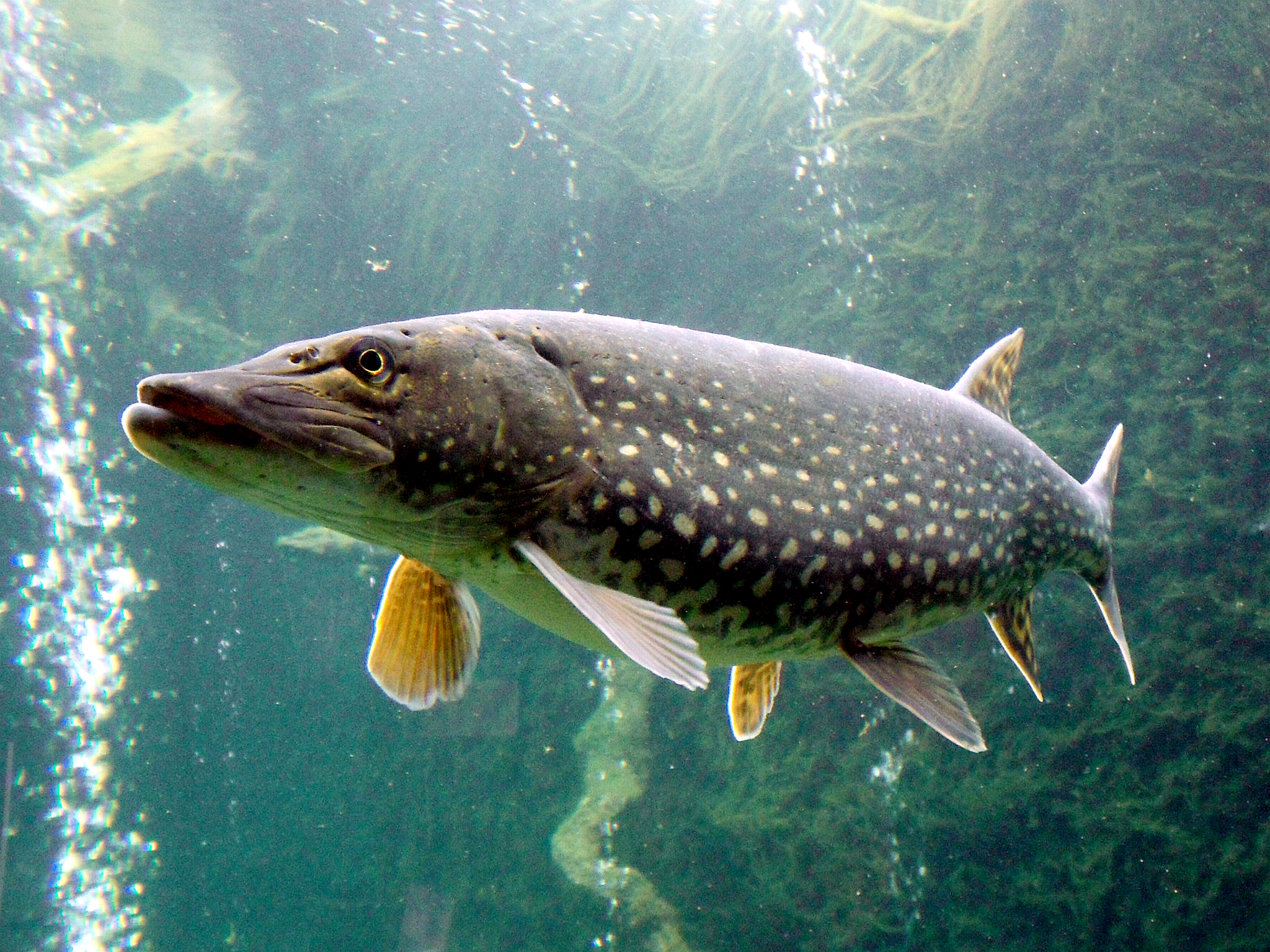
grand brochet (Esox lucius).
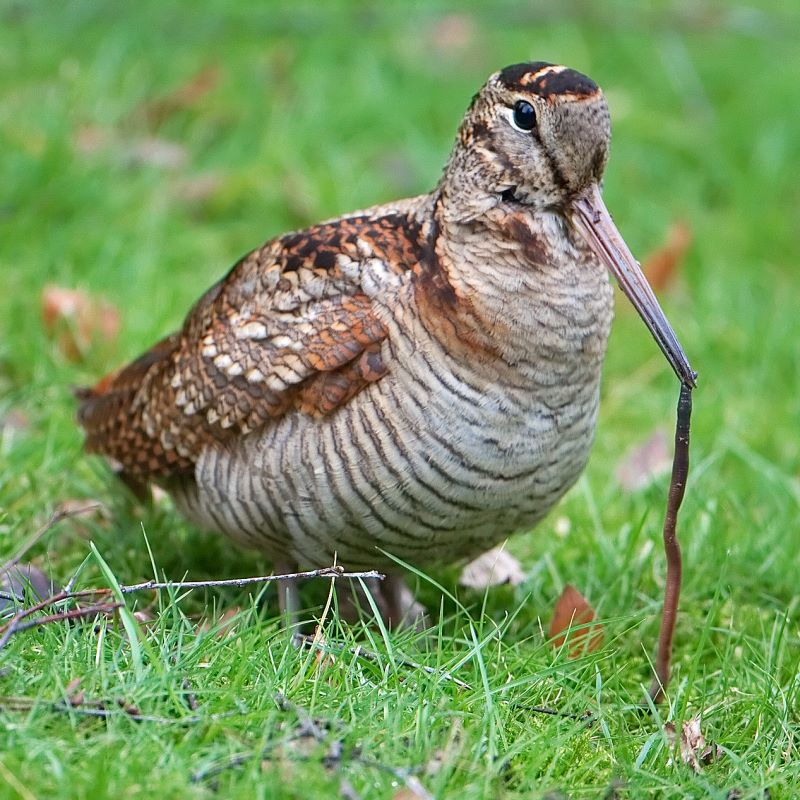
bécasse des bois (Scolopax rusticola).

## Urbanisme

### Typologie
Au 1er janvier 2024, Châtillon-Coligny est catégorisée bourg rural, selon la nouvelle grille communale de densité à sept niveaux définie par l'Insee en 2022.
Elle appartient à l'unité urbaine de Châtillon-Coligny, une agglomération intra-départementale regroupant deux  communes, dont elle est ville-centre,,. La commune est en outre hors attraction des villes,.

### Occupation des sols
L'occupation des sols de la commune, telle qu'elle ressort de la base de données européenne d’occupation biophysique des sols Corine Land Cover (CLC), est marquée par l'importance des territoires agricoles (81,5 % en 2018), en diminution par rapport à 1990 (82,7 %). La répartition détaillée en 2018 est la suivante :
terres arables (73 %), forêts (13,6 %), zones agricoles hétérogènes (5,2 %), zones urbanisées (4,9 %), prairies (3,2 %).
L’évolution de l’occupation des sols de la commune et de ses infrastructures peut être observée sur les différentes représentations cartographiques du territoire : la carte de Cassini (XVIIIe siècle), la carte d'état-major (1820-1866) et les cartes ou photos aériennes de l'IGN pour la période actuelle (1950 à aujourd'hui).

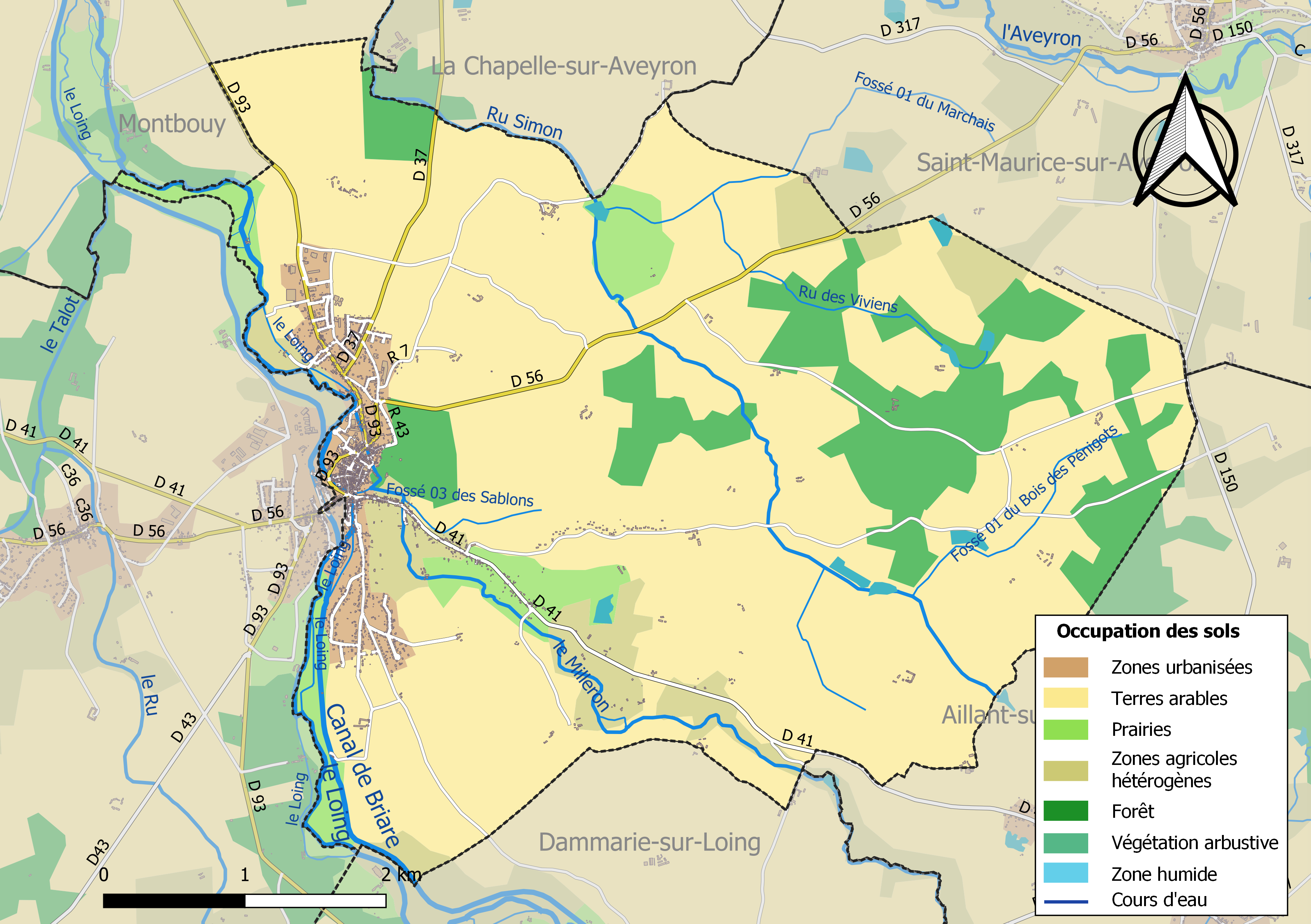
Carte des infrastructures et de l'occupation des sols de la commune en 2018 (CLC).
Carte orthophotographique de la commune en 2016.

### Planification

#### Plan local d'urbanisme
La commune prescrit l'élaboration d'un plan d'occupation des sols en janvier 1978. Le document est approuvé en novembre 1983 puis révisé en août 1986 et modifi à de multiples reprises.
La loi relative à la solidarité et au renouvellement urbains du 13 décembre 2000, dite loi SRU, complétée par la loi urbanisme et habitat du 2 juillet 2003, marque une évolution de la planification urbaine en créant notamment les plans locaux d’urbanisme (PLU), vecteurs de projets de territoire, appelés à se substituer progressivement aux plans d’occupation des sols. Le PLU contient deux éléments nouveaux par rapport au POS : le plan d'aménagement et de développement durable (PADD), qui exprime le projet de la ville par des orientations générales en matière d'urbanisme, de développement, d'équipement et de préservation de l'environnement et les orientations d'aménagement et de programmation (OAP) qui correspondent à des zooms qui peuvent porter sur des quartiers ou secteurs à mettre en valeur, réhabiliter, restructurer ou aménager, ou sur l'aménagement d'un espace public, etc. Dans ce cadre le conseil municipal prescrit l'élaboration d'un plan local d'urbanisme le 29 mars 2004 en collaboration avec la commune de Sainte-Geneviève-des-Bois au sein d'un groupement d'intérêt intercommunal. L'enquête publique a lieu en octobre 2006 et le document est approuvé en mai 2007,.

#### Documents supra-communaux
Le plan local d'urbanisme doit être compatible avec le SCoT du Montargois en Gâtinais arrêté le 6 juin 2016 qui lui-même doit être compatible avec différents documents de portée supérieure comme le SDAGE Seine-Normandie 2016-2021 adopté le 5 novembre 2015, le schéma d'aménagement et de gestion des eaux (SAGE) "Nappe de Beauce" approuvé le 11 juin 2013, le plan de gestion des risques d'inondation du bassin Seine-Normandie approuvé le 7 décembre 2015, Le schéma régional d'aménagement et de développement durable du territoire (SRADDT) de la région Centre–Val de Loire approuvé le 15 décembre 2011, le schéma départemental des carrières du Loiret approuvé le 17 janvier 2000, le plan départemental d'élimination des déchets ménagers et assimilés (PDEDMA) du Loiret approuvé le 18 février 1997. À terme, le SCoT devra aussi être compatible avec le schéma régional d'aménagement, de développement durable et d'égalité des territoires prévu par la loi NOTRe du 7 août 2015.
Le Schéma de Cohérence Territoriale (SCoT) est un document d’urbanisme qui permet la mise en œuvre d’une véritable stratégie de développement territoriale à l’échelle d’un bassin de vie. Il fixe les orientations fondamentales de l’organisation et de l’évolution d’un territoire sur une période de 15 à 20 ans. Le SCoT du Montargois en Gâtinais a été créé par arrêté préfectoral le 22 août 2011 et regroupe 85 communes dont Châtillon-Coligny. Après une phase d'élaboration du diagnostic territorial de septembre 2013 à juin 2014, puis du Projet d’Aménagement et de Développement Durable (PADD) jusqu'en septembre 2015 et du Document d’Orientations et d’Objectifs (DOO) jusqu'en février 2016, le projet de SCoT a été arrêté le 6 juin 2016.

### Voies de communication et transports

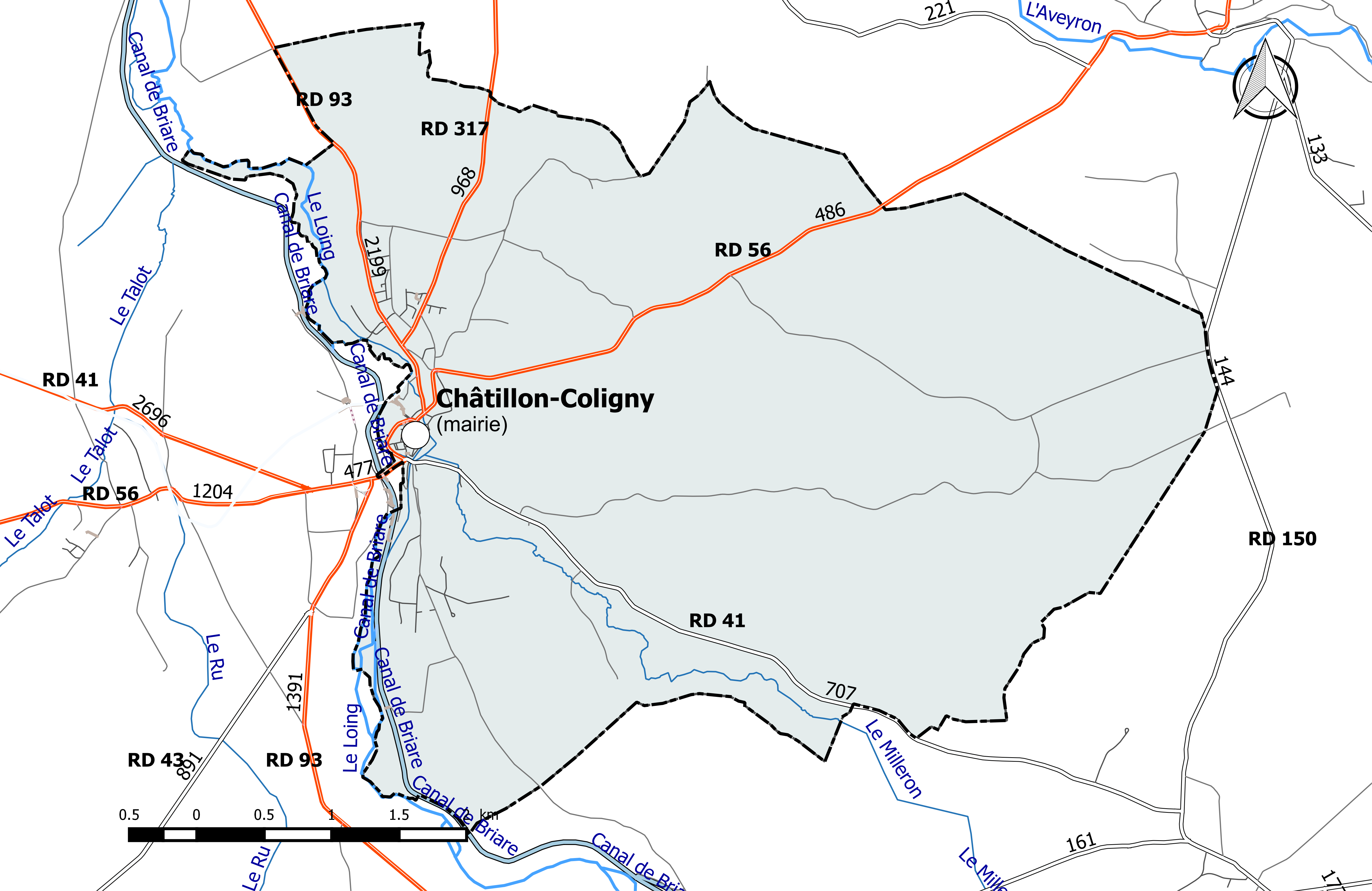
Réseau routier principal de la commune de Châtillon-Coligny (avec indication du trafic routier 2014).

#### Infrastructures routières
La commune est traversée par quatre routes départementales : la RD 93 (2 199 véhicules/jour en 2014), qui relie Amilly à Dammarie-sur-Loing et traverse le centre-bourg, la RD 41 (707 véhicules/jour), qui relie Montereau au Charme, la RD 56 (486 véhicules/jour), qui relie Dampierre-en-Burly à Saint-Maurice-sur-Aveyron et la RD 317 (968 véhicules/jour), qui relie Montcresson au Charme. Complétant ces voies, la commune est sillonnée de plusieurs voies communales et chemins ruraux  desservant ses fermes et hameaux et les bourgs environnants.

#### Transports en commun
En 2016, la commune est desservie par la ligne 15 du réseau Ulys, le réseau interurbain de transport par autocar du Conseil départemental du Loiret qui relie Châtillon-sur-Loire - Montbouy - Montargis. Des correspondances SNCF sont assurées dans la gare de Montargis. À compter du 1er janvier 2017, la compétence des services de transports routiers interurbains, réguliers et à la demande est transférée des départements aux régions, et donc localement du département du Loiret à la région Centre-Val de Loire, consécutivement à la loi NOTRe du 7 août 2015.

### Risques naturels et technologiques
La commune de Châtillon-Coligny est vulnérable à différents aléas naturels : inondations (par débordement du Loing), climatiques (hiver exceptionnel ou canicule), mouvements de terrains ou sismique (sismicité très faible). Entre 1989 et 2019, neuf arrêtés ministériels ayant porté reconnaissance de catastrophe naturelle ont été pris pour le territoire de la commune de Châtillon-Coligny : trois pour des inondations et coulées de boues et six pour des mouvements de terrains.
Certaines parties du territoire communal sont exposées aux crues du Loing sur sa partie amont. Celles-ci ainsi que celles de l’Ouanne ont essentiellement lieu aux mois de décembre, janvier et février, qui concentrent l’ensemble des crues majeures, plus rarement en automne (octobre 1896), et au printemps (mai 1836). Les deux crues de référence sont celles de janvier 1910 (3,16 m à Montargis) et de mai-juin 2016 (3,36 m à la même station),. Le risque d'inondation est pris en compte dans l'aménagement du territoire de la commune par le biais du Plan de prévention du risque inondation (PPRI) Loing Amont approuvé le 3 août 2012 par arrêté préfectoral et annulé par décision du Conseil d’État le 5 décembre 2016.
Le territoire de la commune peut également être concerné par un risque d'effondrement de cavités souterraines non connues. Une cartographie départementale de l'inventaire des cavités souterraines et des désordres de surface a été réalisée. Il a été recensé sur la commune plusieurs effondrements de cavités.
Par ailleurs, le sol du territoire communal peut faire l'objet de mouvements de terrain liés à la sécheresse. Le phénomène de retrait-gonflement des argiles est la conséquence d'un changement d'humidité des sols argileux. Les argiles sont capables de fixer l'eau disponible mais aussi de la perdre en se rétractant en cas de sécheresse. Ce phénomène peut provoquer des dégâts très importants sur les constructions (fissures, déformations des ouvertures) pouvant rendre inhabitables certains locaux. Celui-ci a particulièrement affecté le Loiret après la canicule de l'été 2003. Une grande partie du territoire de la commune est soumis à un aléa « moyen » face à ce risque, selon l'échelle définie par le Bureau de recherches géologiques et minières (BRGM).
Depuis le 22 octobre 2010, la France dispose d’un nouveau zonage sismique divisant le territoire national en cinq zones de sismicité croissante. La commune, à l’instar de l’ensemble du département, est concernée par un risque très faible.

### Cadre de vie
Châtillon est une ville fleurie : deux fleurs ont été attribuées en 2007 par le Conseil national des Villes et Villages Fleuris de France au Concours des villes et villages fleuris, et les efforts continuent de ce côté.

## Toponymie
Le nom actuel de la commune date de 1896 (décret du 17 août 1896). Avant cette date le nom de la paroisse, puis de la commune, était « Châtillon-sur-Loing » depuis le Moyen Âge. Il a aussi été orthographié Chastillon sur Louen.
Châtillon serait un dérivé, sans doute mérovingien, du bas latin castellum, diminutif de castrum, accompagné du suffixe -ionem. Castrum désigne d’abord tous les types de forteresse, depuis le simple donjon jusqu’à l’enceinte urbaine, puis se spécialise dans le sens de « château fort » et se réduit ensuite à celui de « grande maison de plaisance ».

## Histoire

### Préhistoire
Datant de la première période (environ -1200 à -1000) du Hallstatt (première période de l'Âge du fer), des sépultures à incinération proches de la Ronce (bois de la Butte, commune de Sainte-Geneviève-des-Bois, près du canal en aval de Châtillon) explorées en profondeur au début du XXe siècle laissent supposer que Châtillon-Coligny est proche du site d'un oppidum celtique. Le tumulus, situé sur l'actuelle commune de Sainte-Geneviève-des-Bois, a été érigé par un groupe de même appartenance que celui ayant occupé les sites de Mardié et de Courcelles-en-Montagne.
Ce tumulus est remarquable par sa taille et sa facture exceptionnelles : 72 m de diamètre, plus de 4 m de haut et une construction des plus soignée, le font assimiler aux grands tumulus princiers de la période du Hallstat. Le site est plus connu pour ses artéfacts (notamment les vases stamnoïques) des tombes secondaires ; pourtant il doit son originalité, outre ses dimensions remarquables, à la situle stamnoïde de sa tombe centrale (celle pour laquelle le tumulus a été créé),,.

### Moyen Âge

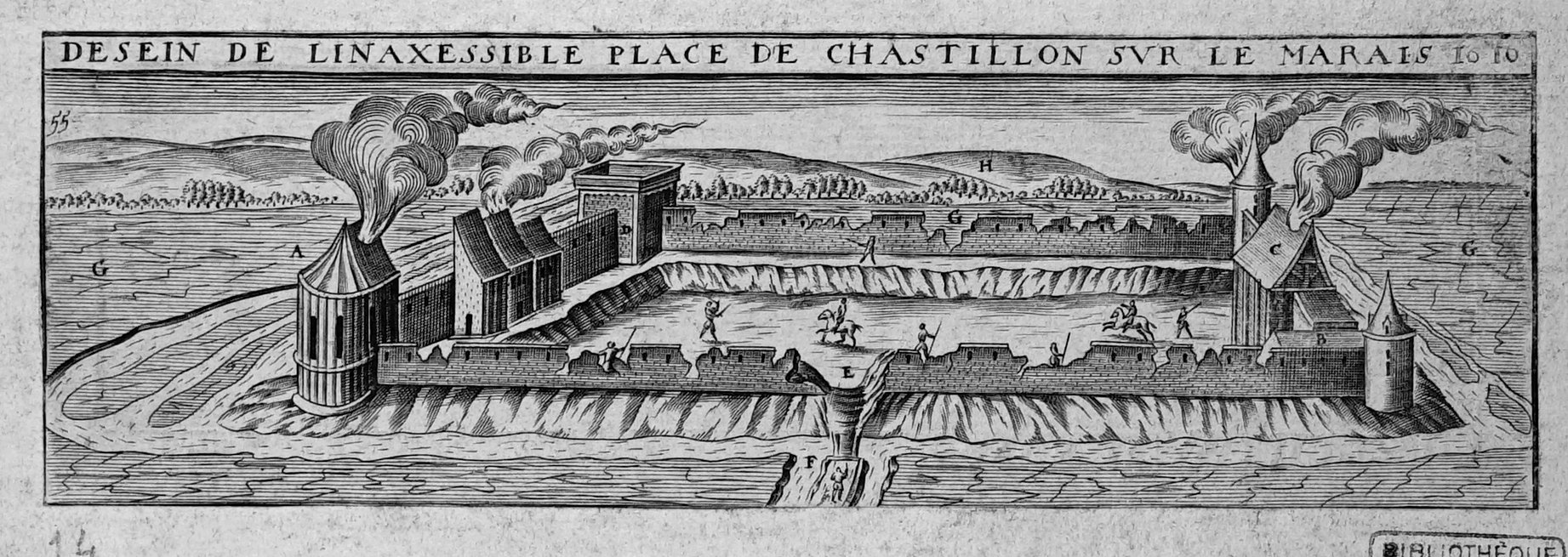
Par Claude Chastillon.

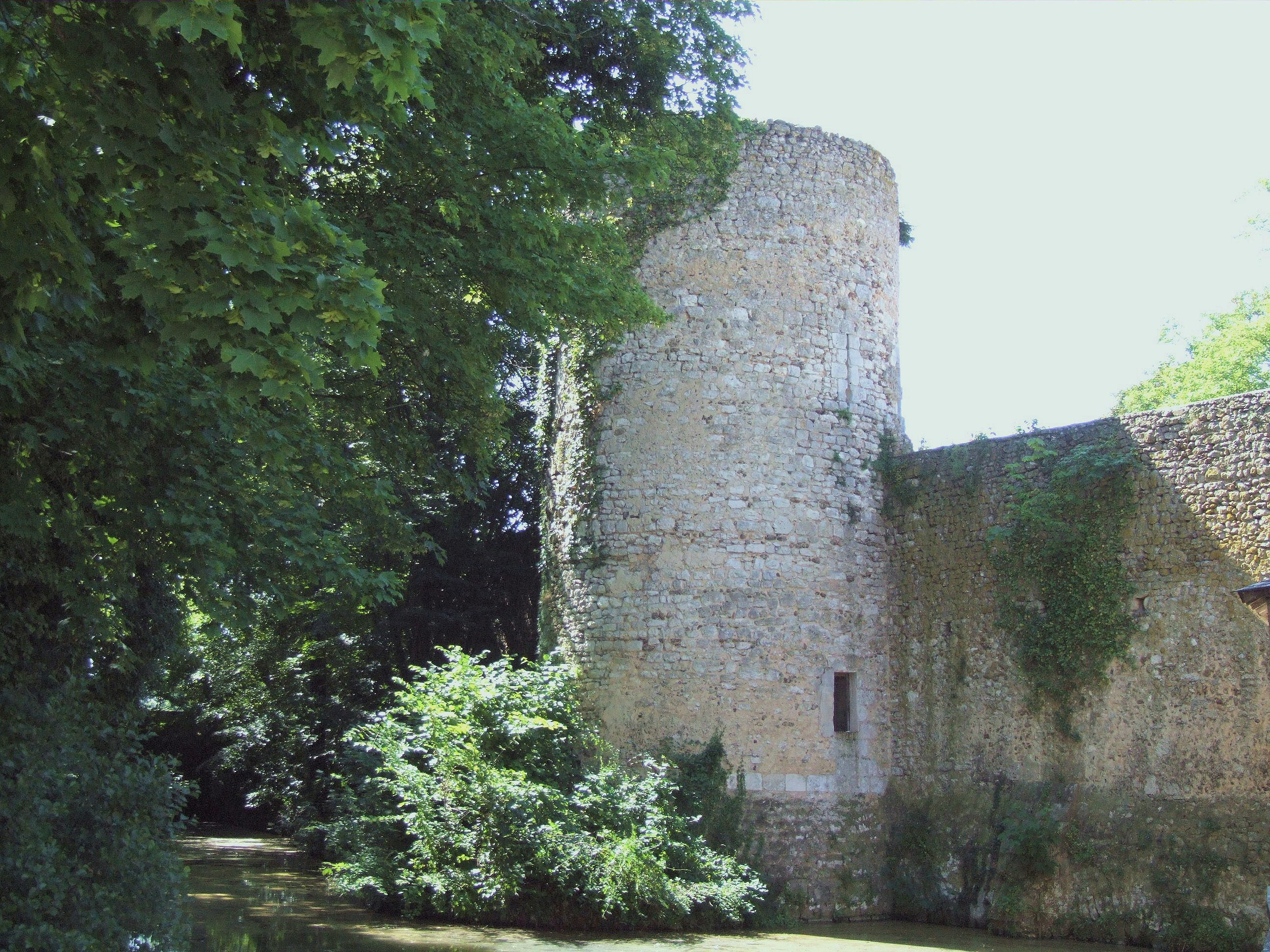
Remparts de la ville.

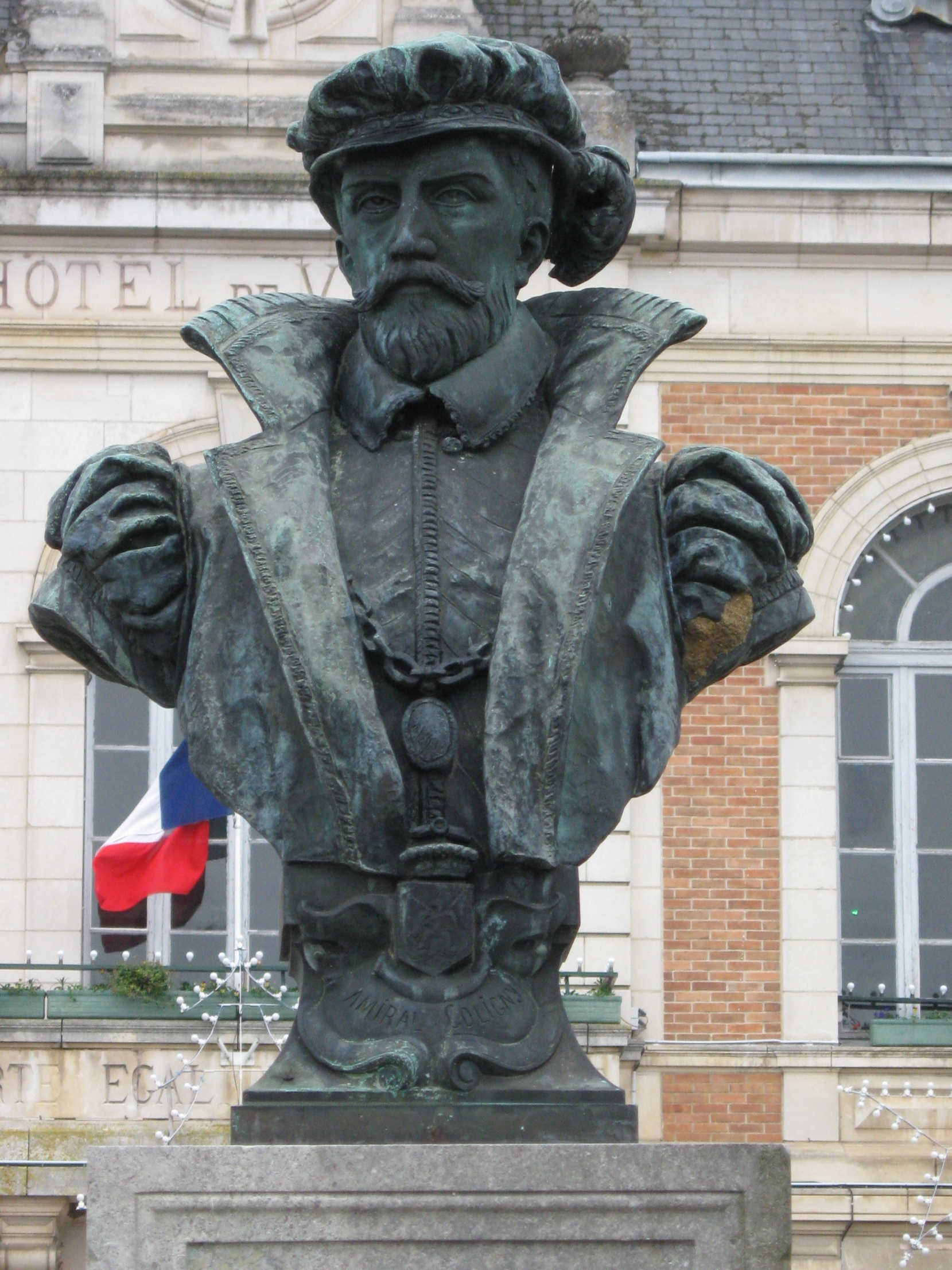
Jeanne de Beaumont-Castries, Monument à l'amiral de Coligny (1880, détail), Châtillon-Coligny, place publique.

Au XIIe siècle, Châtillon appartenait à la maison de Champagne. Vers 1190, Étienne de Sancerre fit construire le donjon que l'on aperçoit toujours aujourd'hui en arrivant dans la ville. Celui-ci servait aussi d'habitation au seigneur et à sa famille. Châtillon fut ensuite cédée aux Braque (cf. Nicolas) par les héritiers des comtes de Sancerre.
Durant la guerre de Cent Ans, plus précisément en 1359, la ville fut assiégée et détruite entièrement par les Anglais. Elle fut reconstruite dans la vallée, et à partir de 1376 entourée de murailles percées de trois portes et flanquées de tours dont on voit encore les vestiges.
En 1437, Châtillon entre dans la maison de Coligny, originaire de la Bresse, par le mariage de Guillaume de Coligny avec l'héritière de Lourdin de Salligny, lui-même héritier des Braque. En 1464, Jean III de Coligny, fils aîné de Guillaume II, s’établit à Châtillon-sur-Loing et fait construire les grandes terrasses. Au cours du XVIe siècle un château Renaissance est accolé au château médiéval ; il ne reste de ces constructions détruites en 1799-1800 que l’orangerie et un puits. Au moment des guerres de religion Gaspard II, l'amiral, le fortifia à nouveau.

### Époque moderne
Gaspard Ier († 1522), maréchal de France, eut trois fils. Tous trois furent célèbres : 
- Odet, nommé cardinal à seize ans ;
- Gaspard II de Coligny, seigneur de Châtillon et amiral de France ;
- et François d'Andelot.

Ils ont tous les trois adhéré à la réforme protestante et participé activement aux guerres de religion. Gaspard II de Coligny, dit l'amiral de Coligny, qui était devenu très influent auprès de Charles IX, fut assassiné durant la nuit de la Saint-Barthélemy le 24 août 1572. Ses restes ne furent déposés définitivement qu’en 1851 à Châtillon, dans le seul vestige restant du château de sa naissance.
La veuve de Gaspard IV, Isabelle Angélique de Montmorency (devenue duchesse de Mecklembourg par son remariage avec Christian-Louis Ier de Mecklembourg-Schwerin), après s'être rendue définitivement maîtresse de la seigneurie de Châtillon en 1666 la transmit aux Montmorency-Luxembourg dont le dernier représentant s'est éteint en 1861. C'est elle qui a éliminé le protestantisme de Châtillon. En 1854, le dernier duc fit construire le château actuel.
Le canal de Briare, achevé en 1642 de Briare à Montargis puis prolongé en 1720 par le « Canal Neuf » de Montargis à Buges (avec raccordement aux canal d'Orléans et à celui du Loing), a certainement été un événement marquant de l'histoire de la ville, tant pour une meilleure régulation des crues que par l'augmentation du trafic commercial passant.
En effet le déversoir de la Ronce, en aval du bourg, est construit dans la seconde partie du XIXe siècle en même temps que les travaux de mise aux normes pour le gabarit Freycinet. Conjointement, les cartes de 1910 (longuement et souvent étudiées à cause de la crue exceptionnelle de cette année-là) n'indiquent déjà plus le passage du Loing dans l'enceinte de Châtillon-Coligny : son lit originel y a disparu en amont de sa confluence avec le bras provenant du réseau du bourg.

### Époque contemporaine

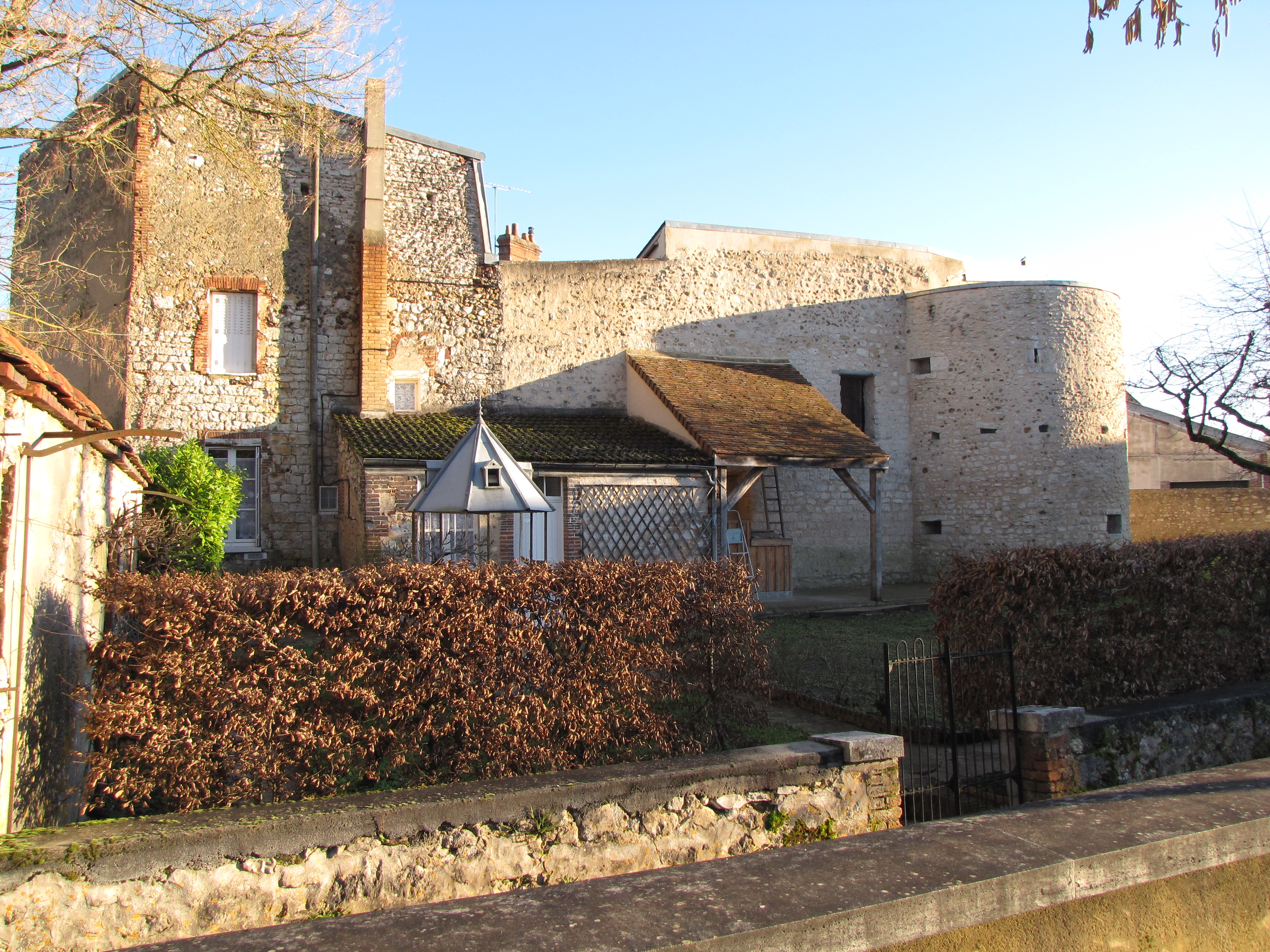
Maison construite dans les anciens remparts de la ville.

Appelée Châtillon-Coligny depuis 1896 à la place de Châtillon-sur-Loing, la ville conserve encore aujourd’hui son cachet de ville médiévale.
Entre le 29 janvier et le 8 février 1939, plus de 2 800 réfugiés espagnols fuyant l'effondrement de la république espagnole devant les troupes de Franco, arrivent dans le Loiret. Devant l'insuffisance des structures d'accueil d’Orléans, 46 centres d’accueil ruraux sont ouverts, dont un à Châtillon-Coligny. Les réfugiés, essentiellement des femmes et des enfants (les hommes sont désarmés et retenus dans le Sud de la France), sont soumis à une quarantaine stricte, vaccinés, le courrier est limité, et le ravitaillement, s'il est peu varié et cuisiné à la française, est cependant assuré. Une partie des réfugiés rentrent en Espagne, incités par le gouvernement français qui facilite les conditions du retour, ceux préférant rester sont regroupés au camp de la verrerie des Aydes, à Fleury-les-Aubrais.

## Politique et administration

### Découpage territorial

#### Bloc communal: Commune et intercommunalités
La paroisse et bourg de Châtillon acquiert le statut de municipalité avec le décret du 12 novembre 1789 de l'Assemblée Nationale puis celui de « commune », au sens de l'administration territoriale actuelle, par le décret de la Convention nationale du 10 brumaire an II (31 octobre 1793). Il faut toutefois attendre la loi du 5 avril 1884 sur l'organisation municipale pour qu'un régime juridique uniforme soit défini pour toutes les communes de France, point de départ de l’affirmation progressive des communes face au pouvoir central.
La commune, qui apparaît sous le nom de Châtillon-sur-Loing dans l'arrêté de 1801, change de dénomination en 1896 et prend le nom de Châtillon-Coligny afin de la différencier sur le plan postal de Châtillon-sur-Loire.

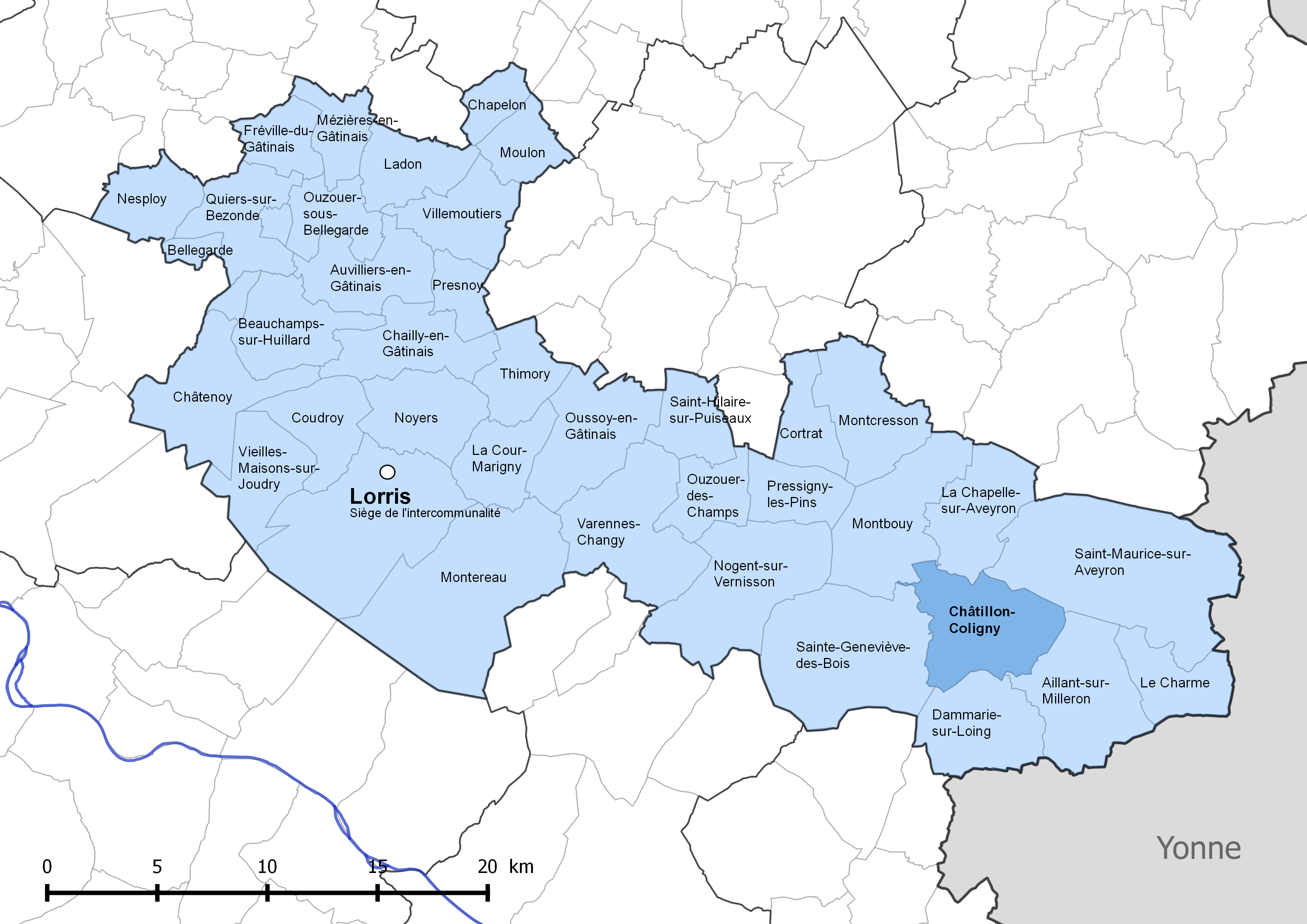
Localisation de la commune de Châtillon-Coligny dans la communauté de communes Canaux et forêts en Gâtinais.

La communauté des Quatre-Rivières ou district urbain de Châtillon-Coligny, créé le 6 juillet 1965, est transformée en communauté de communes de Châtillon-Coligny par arrêté préfectoral du 26 décembre 2001. Châtillon-Coligny fait alors partie des douze communes qui composent cette nouvelle intercommunalité. La commune appartient à d'autres établissements publics de coopération intercommunale, de type syndicats ou autres regroupements intercommunaux. Le découpage territorial de ces structures est en constante évolution dans une perspective de rationalisation et d'efficience des services.
Afin de renforcer et réduire le nombre d'intercommunalités en France, la loi du 7 août 2015 portant nouvelle organisation territoriale de la République (dite loi NOTRe) fait passer le seuil démographique minimal de 5 000 à 15 000 habitants pour constituer une intercommunalité, sauf exceptions. Le schéma départemental de coopération intercommunale du Loiret est arrêté sur ces bases le 30 mars 2016 et le nombre d'établissements publics de coopération intercommunale à fiscalité propre passe dans le département du Loiret de 28 (2 communautés d'agglomération et 26 communautés de communes) à 16 (deux communautés d'agglomération et 14 communautés de communes dont une interdépartementale). Les communautés de communes du canton de Lorris et canton de Châtillon-Coligny et du Bellegardois fusionnent ainsi à compter du 1er janvier 2017 en une seule entité : la communauté de communes Canaux et forêts en Gâtinais, dont le siège est à Lorris. Cette nouvelle intercommunalité comprend 38 communes dont  Châtillon-Coligny.

#### Circonscriptions de rattachement
Sous l'Ancien Régime, à la veille des États généraux de 1789, la paroisse de Châtillon-Coligny était rattachée sur le plan ecclésiastique de l'ancien diocèse de Sens et sur le plan judiciaire au bailliage de Montargis.
La loi du 22 décembre 1789 divise le pays en 83 départements découpés chacun en six à neuf districts eux-mêmes découpés en cantons regroupant des communes. Les districts, tout comme les départements, sont le siège d’une administration d’État et constituent à ce titre des circonscriptions administratives. La commune de Châtillon-Coligny est alors incluse dans le canton de Chatillon, le district de Montargis et le département du Loiret.
La recherche d’un équilibre entre la volonté d’organiser une administration dont les cadres permettent l’exécution et le contrôle des lois d’une part, et la volonté d’accorder une certaine autonomie aux collectivités de base (paroisses, bourgs, villes) d’autre part, s’étale de 1789 à 1838. Les découpages territoriaux évoluent ensuite au gré des réformes visant à décentraliser ou recentraliser l'action de l'État. La régionalisation fonctionnelle des services de l'État (1945-1971) aboutit à la création de régions. L'acte I de la décentralisation de 1982-1983 constitue une étape importante en donnant l'autonomie aux collectivités territoriales, régions, départements et communes. L'acte II intervient en 2003-2006, puis l'acte III en 2012-2015.
Le tableau suivant présente les rattachements, au niveau infra-départemental, de la commune de Châtillon-Coligny aux différentes circonscriptions administratives et électorales ainsi que l'historique de l'évolution de leurs territoires.
| Circonscription             | Nom                 | Période   | Type                         | Évolution du découpage territorial |
| --------------------------- | ------------------- | --------- | ---------------------------- | --- |
| District                    | Montargis           | 1790-1795 | Administrative               | La commune est rattachée au district de Montargis de 1790 à 1795,. La Constitution du 5 fructidor an III, appliquée à partir de vendémiaire an IV (1795) supprime les districts, rouages administratifs liés à la Terreur, mais maintient les cantons qui acquièrent dès lors plus d'importance. |
| Canton                      | Chatillon (Coligny) | 1790-1801 | Administrative et électorale | Le 10 février 1790, la municipalité de Châtillon est rattachée au canton de Chatillon (Coligny). Les cantons acquièrent une fonction administrative avec la disparition des districts en 1795. |
| Canton                      | Châtillon-sur-Loing | 1801-2015 | Administrative et électorale | Sous le Consulat, un redécoupage territorial visant à réduire le nombre de justices de paix ramène le nombre de cantons dans le Loiret de 59 à 31. Châtillon-sur-Loing est alors rattachée par arrêté du 9 vendémiaire an X (30 septembre 1801) au canton de Châtillon-sur-Loing,, qui devient canton de Châtillon-Coligny en 1898. |
| Canton                      | Lorris              | 2015-     | Électorale                   | La loi du 17 mai 2013 et ses décrets d'application publiés en février et mars 2014 introduisent un nouveau découpage territorial pour les élections départementales. La commune est alors rattachée au nouveau canton de Lorris. Depuis cette réforme, plus aucun service de l'État n'exerce sa compétence sur un territoire s'appuyant sur le nouveau découpage cantonal. Le canton a disparu en tant que circonscription administrative de l'État ; il est désormais uniquement une circonscription électorale dédiée à l'élection d'un binôme de conseillers départementaux siégeant au conseil départemental. |
| Arrondissement              | Montargis           | 1801-     | Administrative               | Châtillon-sur-Loing, puis Châtillon-Coligny à partir de 1896, est rattachée à l'arrondissement de Montargis depuis sa création en 1801,. |
| Circonscription législative | 4e circonscription  | 2010-     | Électorale                   | Lors du découpage législatif de 1986, le nombre de circonscriptions législatives passe dans le Loiret de 4 à 5. Un nouveau redécoupage intervient en 2010 avec la loi du 23 février 2010. En attribuant un siège de député « par tranche » de 125 000 habitants, le nombre de circonscriptions par département varie désormais de 1 à 21,. Dans le Loiret, le nombre de circonscriptions passe de cinq à six. La réforme n'affecte pas Châtillon-Coligny qui reste rattachée à la quatrième circonscription. |

#### Collectivités de rattachement
La commune de Châtillon-Coligny est rattachée au département du Loiret et à la région Centre-Val de Loire, à la fois circonscriptions administratives de l'État et collectivités territoriales.

### Tendances politiques et résultats

#### Administration municipale
Depuis les élections municipales de 2014, le conseil municipal  de Châtillon-Coligny, commune de plus de 1 000 habitants, est élu au scrutin proportionnel de liste à deux tours (sans aucune modification possible de la liste), pour un mandat de six ans renouvelable. Il est composé de 19 membres. L'exécutif communal est constitué par le maire, élu par le conseil municipal parmi ses membres, pour un mandat de six ans, c'est-à-dire pour la durée du mandat du conseil.

### Liste des maires
| Période      | Période      | Identité                             | Étiquette | Qualité                       |
| ------------ | ------------ | ------------------------------------ | --------- | ----------------------------- |
| 1781         |              | Étienne Toussaint Moreau de Milleroy |           |                               |
|              |              |                                      |           |                               |
| 1832         | 1850         | Laurent Babille                      |           |                               |
|              |              | Jean Babille                         |           |                               |
| mars 1983    | 1986         | Docteur Gérard                       |           |                               |
| 1986         | mars 2008    | Claude Dumez                         |           |                               |
| mars 2008    | mars 2012    | Claude Loiseau                       |           |                               |
| mars 2012    | juillet 2016 | Nicole Vignier                       | DVD       | Retraitée Fonction publique   |
| juillet 2016 | mai 2020     | Véronique Flauder Claus              |           | Sans profession déclarée      |
| mai 2020     | En cours     | Florent de Wilde,                    |           | Cadre de la fonction publique |

### Jumelages
Buurmalsen (Pays-Bas).

## Équipements et services

### Environnement

#### Gestion des déchets
En 2016, la commune est membre du syndicat mixte de collecte et de traitement des ordures ménagères des cantons de Gien, Châtillon Coligny, Briare et Châtillon-sur-Loire (SMICTOM). Celui-ci assure la collecte et le traitement des ordures ménagères résiduelles, des emballages ménagers recyclables et des encombrants en porte à porte et du verre en points d’apport volontaire. Un réseau de sept déchèteries accueille les encombrants et autres déchets spécifiques (déchets verts, déchets dangereux, gravats, ferraille, cartons…). La déchèterie la plus proche est située sur la commune de Sainte-Geneviève-des-Bois,. L'élimination et la valorisation énergétique des déchets ménagers et de ceux issus de la collecte sélective sont effectuées par le SYCTOM de Gien-Châteauneuf-sur-Loire qui comprend un centre de transfert de déchets ménagers et un centre de stockage de déchets ultimes (CSDU) de classe II à Saint-Aignan-des-Gués ainsi qu'une usine d’incinération des ordures ménagères à Gien-Arrabloy
Depuis le 1er janvier 2017, la « gestion des déchets ménagers » ne fait plus partie des compétences de la commune mais est une compétence obligatoire de la communauté de communes Canaux et Forêts en Gâtinais en application de la loi NOTRe du 7 août 2015.

#### Production et distribution d'eau
Le service public d’eau potable est une compétence obligatoire des communes depuis l’adoption de la loi du 30 décembre 2006 sur l’eau et les milieux aquatiques. Au 31 décembre 2016, la production et la distribution de l'eau potable sur le territoire communal sont assurées par le Groupement Intercommunal de Châtillon - Sainte-Geneviève, un syndicat créé en 2005 desservant deux communes : Châtillon-Coligny et Sainte-Geneviève-des-Bois,,.
La loi NOTRe du 7 août 2015 prévoit que le transfert des compétences « eau et assainissement » vers les communautés de communes sera obligatoire à compter du 1er janvier 2020. Le transfert d’une compétence entraîne  de  facto la mise à disposition gratuite de plein droit des biens, équipements et services publics utilisés, à la date du transfert, pour l'exercice de ces compétences et la substitution de la communauté dans les droits et obligations des communes,.

#### Assainissement
La compétence assainissement, qui recouvre obligatoirement la collecte, le transport et l’épuration des eaux usées, l’élimination des boues produites, ainsi que le contrôle des raccordements aux réseaux publics de collecte, est assurée par le Groupement Intercommunal de Châtillon - Sainte-Geneviève,,.
La commune est raccordée à une station d'épuration située sur le territoire communal, agrandis en janvier 1989 et dont la capacité nominale de traitement est de  3 500 EH, soit 525 m3/jour. Cet équipement utilise un procédé d'épuration biologique dit « à boues activées ». Son exploitation est assurée en 2017 par Véolia eau,.
L’assainissement non collectif (ANC) désigne les installations individuelles de traitement des eaux domestiques qui ne sont pas desservies par un réseau public de collecte des eaux usées et qui doivent en conséquence traiter elles-mêmes leurs eaux usées avant de les rejeter dans le milieu naturel. La communauté de communes de Châtillon-Coligny a créé, par délégation de ses communes adhérentes, le 31 décembre 2005 le service public d'assainissement non collectif (SPANC). Celui-ci a pour mission de contrôler les installations neuves et existantes, la mise en place d’un service de vidange et la réhabilitation des installations,. Depuis le 1er janvier 2017, c'est la communauté de communes Canaux et Forêts en Gâtinais, issue de la fusion de la communauté de communes du canton de Lorris, de la communauté de communes de Châtillon-Coligny et de la communauté de communes du Bellegardois, qui assure, par substitution, le SPANC.

## Population et société

### Démographie
L'évolution du nombre d'habitants est connue à travers les recensements de la population effectués dans la commune depuis 1793. Pour les communes de moins de 10 000 habitants, une enquête de recensement portant sur toute la population est réalisée tous les cinq ans, les populations de référence des années intermédiaires étant quant à elles estimées par interpolation ou extrapolation. Pour la commune, le premier recensement exhaustif entrant dans le cadre du nouveau dispositif a été réalisé en 2004.
En 2022, la commune comptait 1 858 habitants, en évolution de −2,11 % par rapport à 2016 (Loiret : +1,89 %, France hors Mayotte : +2,11 %).
| 1793  | 1800  | 1806  | 1821  | 1831  | 1836  | 1841  | 1846  | 1851  |
| ----- | ----- | ----- | ----- | ----- | ----- | ----- | ----- | ----- |
| 1 970 | 1 996 | 1 895 | 2 014 | 2 126 | 2 160 | 2 067 | 2 538 | 2 613 |

| 1856  | 1861  | 1866  | 1872  | 1876  | 1881  | 1886  | 1891  | 1896  |
| ----- | ----- | ----- | ----- | ----- | ----- | ----- | ----- | ----- |
| 2 525 | 2 594 | 2 557 | 2 474 | 2 394 | 2 317 | 2 470 | 2 351 | 2 257 |

| 1901  | 1906  | 1911  | 1921  | 1926  | 1931  | 1936  | 1946  | 1954  |
| ----- | ----- | ----- | ----- | ----- | ----- | ----- | ----- | ----- |
| 2 167 | 2 175 | 2 096 | 1 796 | 1 895 | 1 880 | 1 886 | 1 813 | 1 711 |

| 1962  | 1968  | 1975  | 1982  | 1990  | 1999  | 2004  | 2006  | 2009  |
| ----- | ----- | ----- | ----- | ----- | ----- | ----- | ----- | ----- |
| 1 777 | 1 815 | 1 749 | 1 767 | 1 903 | 1 946 | 1 939 | 1 888 | 1 962 |

| 2014  | 2019  | 2022  | - | - | - | - | - | - |
| ----- | ----- | ----- | - | - | - | - | - | - |
| 1 923 | 1 874 | 1 858 | - | - | - | - | - | - |

## Culture locale et patrimoine

### Lieux et monuments

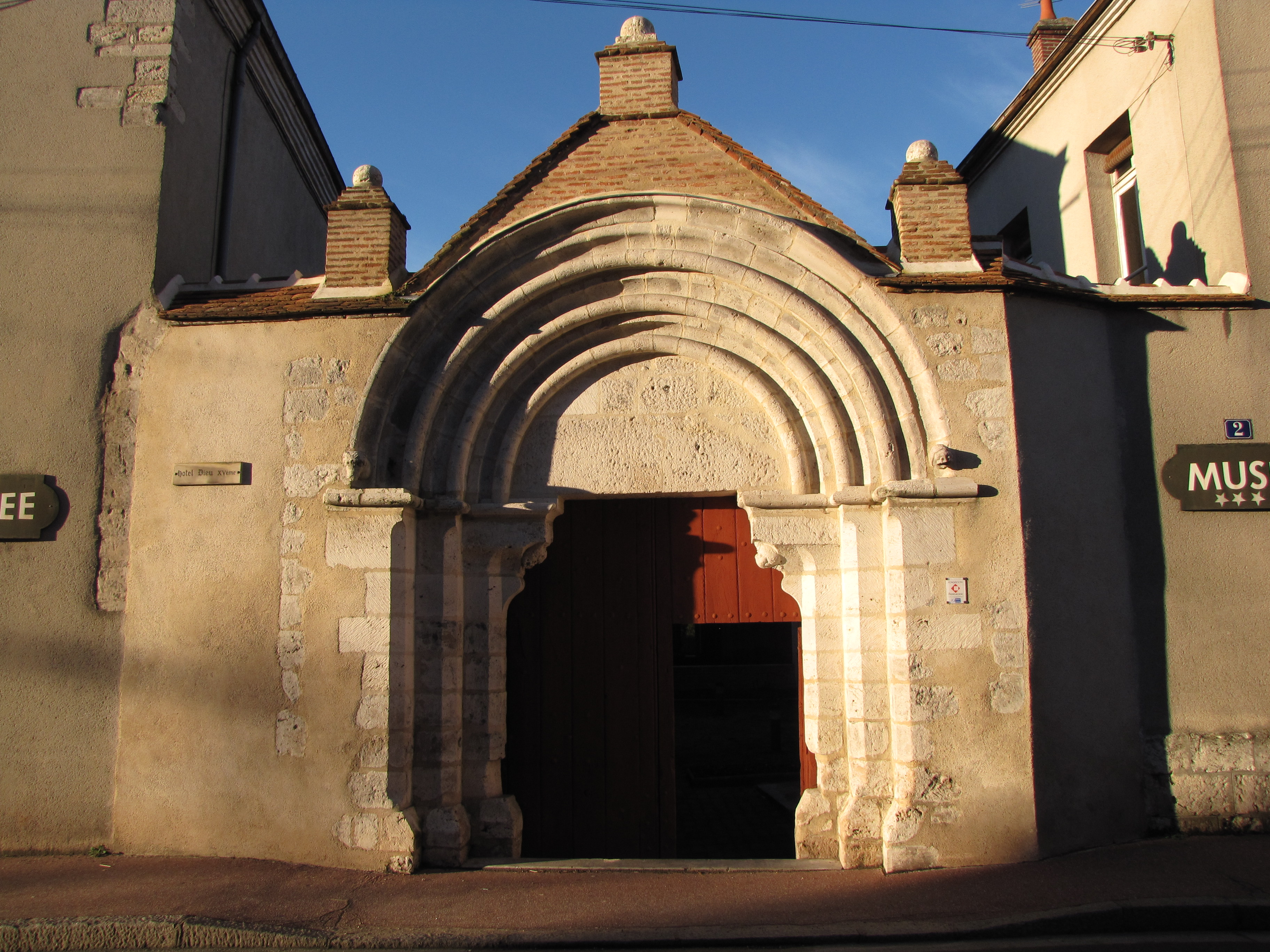
Portail du musée de l'Hôtel-Dieu.

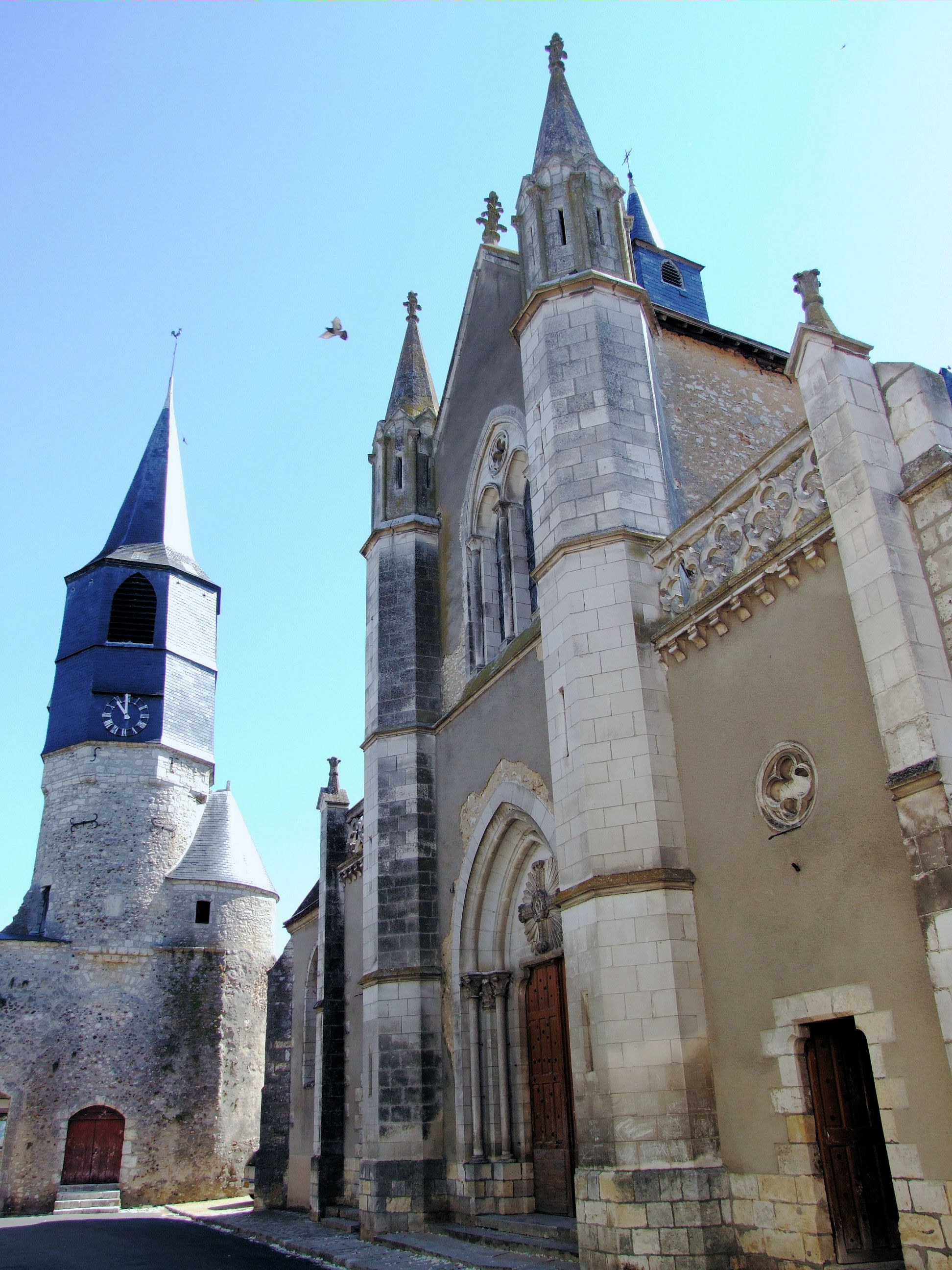
Église Saint-Pierre-et-Saint-Paul et porte de ville.

- Le musée de l’Hôtel-Dieu, fut d'abord une commanderie des Templiers construite vers 1171. En 1312 la propriété passe aux hospitaliers ; ces derniers la transforment en hôtel-Dieu public vers 1375, date probable de la construction du bâtiment situé au nord-ouest de la chapelle. Détruit le 30 avril 1569 par un incendie lors de la prise de la ville par Sciarra Martinengo, capitaine italien à la solde de Catherine de Médicis[123], l'hôtel-Dieu est restauré à la fin du XVIe siècle et dans le premier quart du XVIIe siècle. Cependant l'établissement a décliné. En 1685 et 1696, le roi affecte des fonds à son entretien qui est confié aux sœurs de Lorris, puis de Sainville (Eure-et-Loir) ; c'est la période envisagée pour les encadrements en brique et pierre de certaines baies. En 1796, sous l'égide des sœurs de la présentation de Tours l'édifice devient un hospice. La maison d'habitation, reconstruite en 1865, est de nos jours un musée[124].
- L'église Saint-Pierre-et-Saint-Paul[125], construite à partir de la fin du XVe siècle jusqu'au XIXe siècle, à côté d'une porte de la ville. Originellement bâtie comme chapelle pour le père de Gaspard Ier de Coligny au début du XVIe siècle, elle devient église paroissiale en 1551 lquand Gaspard Ier, converti au protestantisme, interdit aux habitants l'accès de l'église collégiale située dans l'enceinte du château. 18 ans plus tard, en 1569, elle est incendiée par les calvinistes, et réparée vers la fin du XVIe siècle. Pendant le XVIIe siècle sont construits un bas-côté et la chapelle nord, qui portent les dates 1626 et 1647. En 1867, l'architecte diocésain J. Fournier fait achever la partie ouest de la nef, reconstruire la façade, et refaire les voûtes de la nef en brique. Le clocher est construit sur une ancienne tour de fortification du XIVe siècle[123].
- Le château de Châtillon-Coligny est à l'origine une forteresse médiévale dont le donjon a été construit vers 1180. Le château reconstruit à la Renaissance est démoli à partir de 1798[126]. Un nouveau château, plus modeste, est construit en 1854. À part ce dernier, il ne subsiste que le donjon médiéval et un puits Renaissance, attribué à Jean Goujon, classés au titre des monuments historiques depuis 1949[127] ainsi que trois terrasses et l'orangerie inscrites depuis 1930.
- Maison dite le « Grenier à Sel »[128], 2e moitié du XVIe siècle. Situé dans le centre historique, le Grenier à Sel révèle une histoire intéressante. Avant le siège de la ville, par les troupes de Charles VII en 1418, il y avait à cet endroit une maisonnette, incorporée aux remparts et à une des tours. En 1482, Eléonore de Courcelles (épouse de Jean de Coligny-le-Vieux, seigneur d'Andelot et de Châtillon : parents de Gaspard et grands-parents de l'amiral de Coligny) donne le bail de la maison au curé d’Aillant, Simon de Courcelles. Celui-ci fait reconstruire la maison, débarrassée des ruines de la forteresse ; l’origine de l’essentiel du Grenier à Sel. Ensuite la maison passe au doyen de la Collégiale, Jean Parent. A son décès, en 1508, la maison possède un étage. Après une phase d’occupation par les « Dames d’Orléans »(sans doute des religieuses). On la trouve encore, en 1644, aux mains du chapitre (lieu où les moines, les moniales et les chanoines traitent de leurs affaires et des questions relatives à la vie de la communauté). Ce n’est donc qu’à la construction du canal de Briare qu’elle remplit l’office dont elle garde le nom « Grenier à Sel ». Le bâtiment servait donc au stockage et à la vente (bien surveillée par des grenetiers) du sel royal. Ce sel était vendu aux habitants de Châtillon-Coligny et de la région : par l’achat obligatoire du sel, on payait son impôt : la gabelle. A la Révolution le roi Louis XVI met fin à cet impôt. Des recherches sur la provenance du Sel ainsi que sur le devenir du bâtiment entre 1790 et 2004 sont en cours. (source : étude de Paul Gache, historien)  Entre 2004 et 2018, le Grenier à Sel est devenu un atelier de ferronnerie et de tapisserie d’art où ont eu lieu de nombreuses expositions d’artistes locaux et internationaux, notamment venus des Pays-Bas. Depuis juin 2018, Isabelle Frank, artiste plasticienne, y a installé son atelier et a créé la galerie IF, lieu d’expressions artistiques.
- Maison de l'Enfer, lieu de rencontre des huguenots pendant les guerres de religion. Sise au 13, rue du Paradis, elle n'est qu'à un jet de pierre de la maison du Paradis, lieu idoine des catholiques, sise quant à elle au no 3 de la même rue.
- Maison du Paradis, lieu de rencontre des catholiques, sise au 3 rue du Paradis.
- Bâtiment dit "Temple protestant" situé au croisement de la rue de Cullion et de la rue Belle Croix. Ce bâtiment n'est pas du XVIe siècle, il a des ouvertures de style gothique, le vrai temple serait situé en face. Avant ce temple, les protestants utilisaient comme lieu de prière la maison de l'Enfer, leur lieu de rencontre situé à 200 m de là. Ce temple a été fermé quelque 20 ans après sa construction.
- Remparts de la ville[129] construits après l'autorisation donnée en 1376. Il en subsiste quelques éléments dont quatre tours avec celle qui supporte le clocher de l'église.

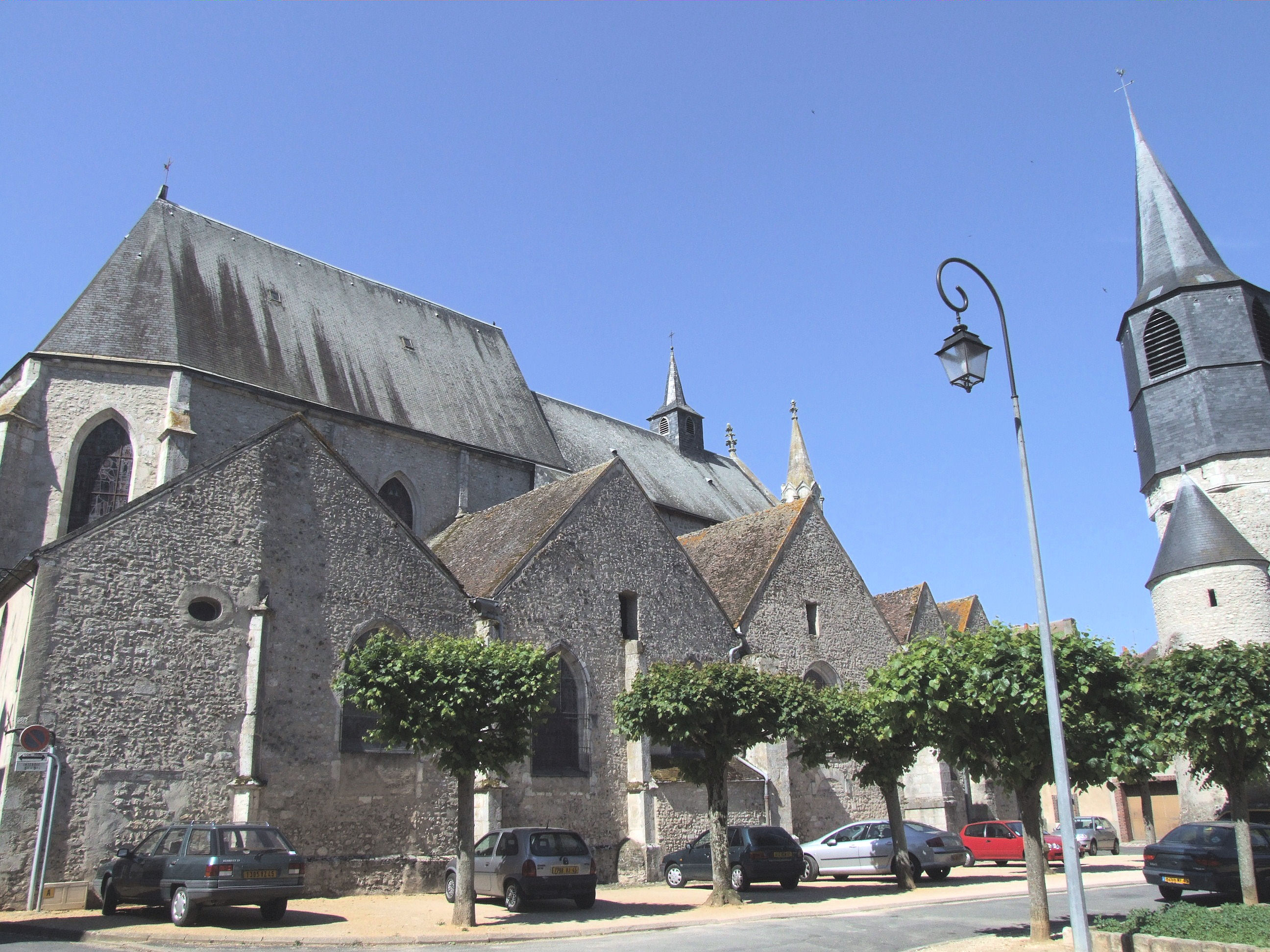
Église Saint-Pierre-et-Saint-Paul et clocher.
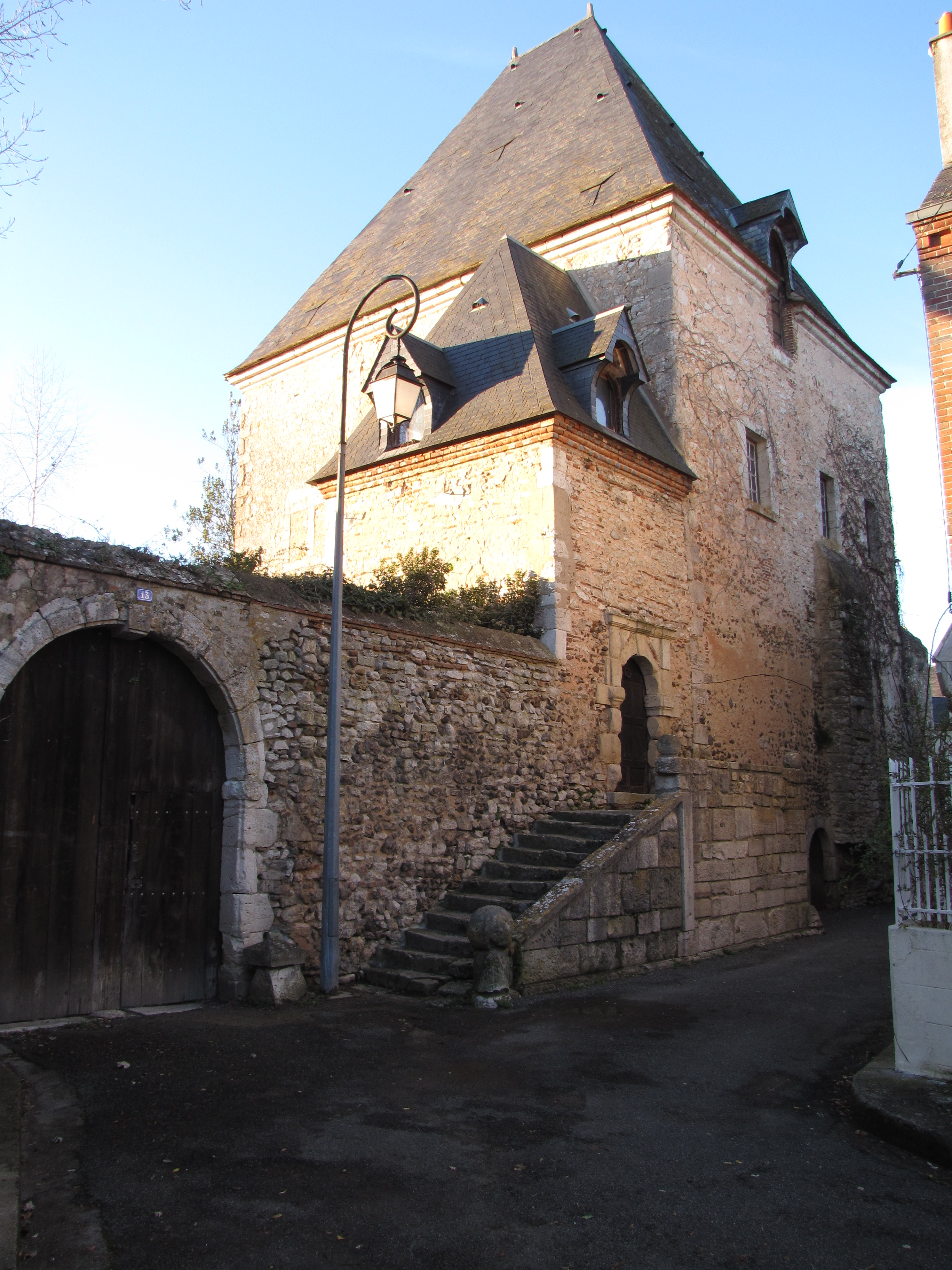
Maison de l'Enfer.
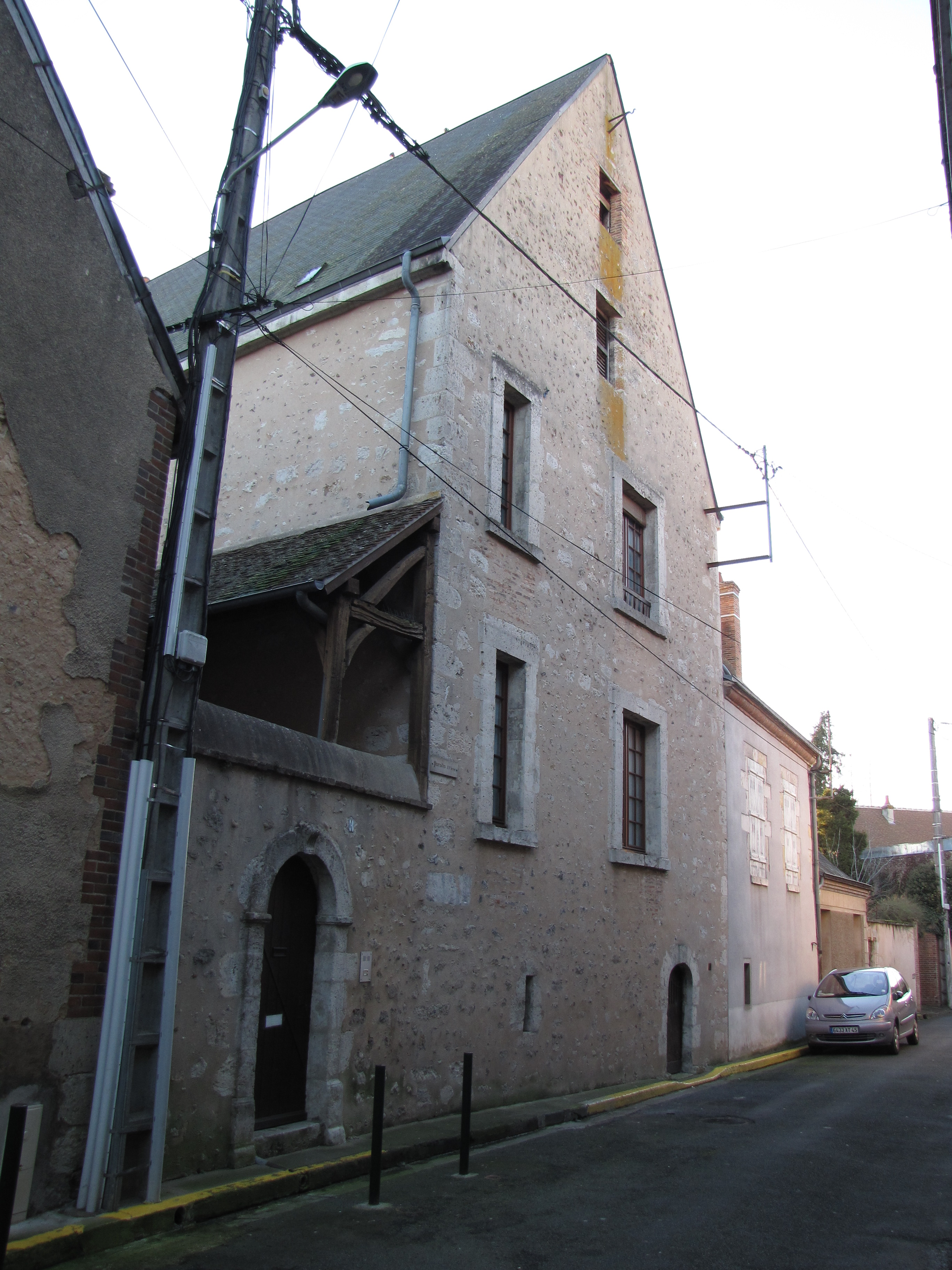
Maison du Paradis.

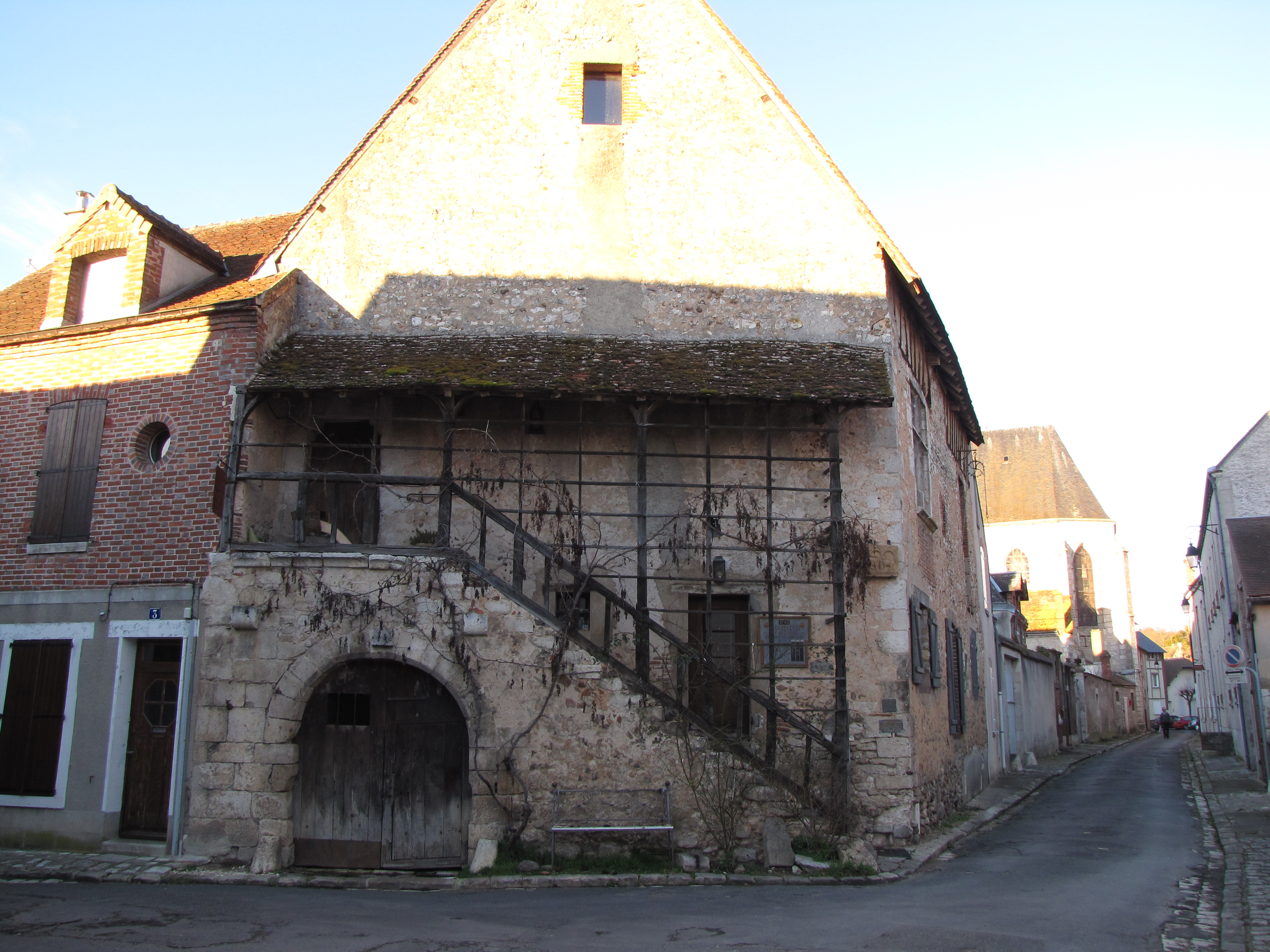
Ancien grenier à sel de la ville.
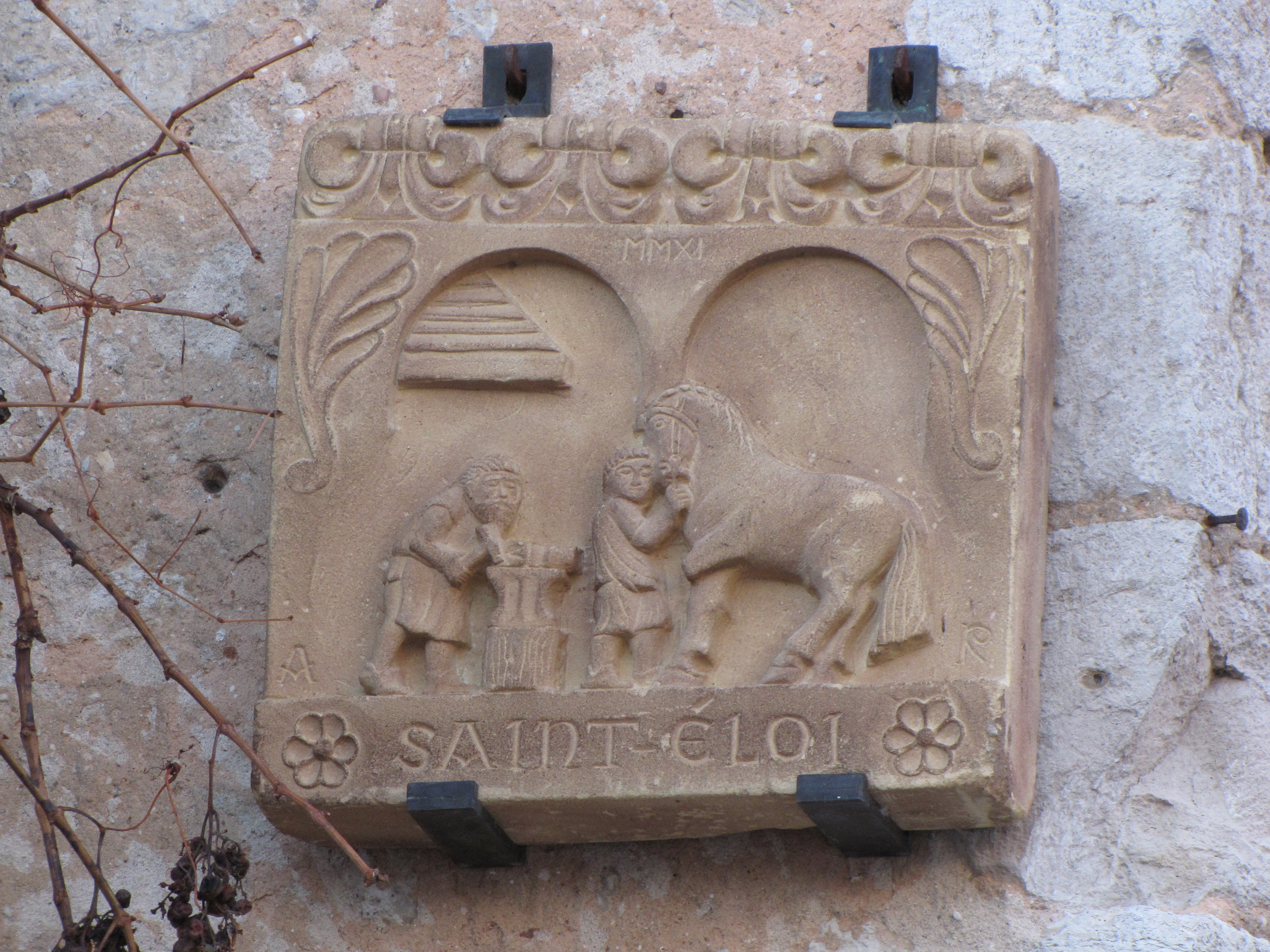
Plaque sur le mur du grenier à sel.
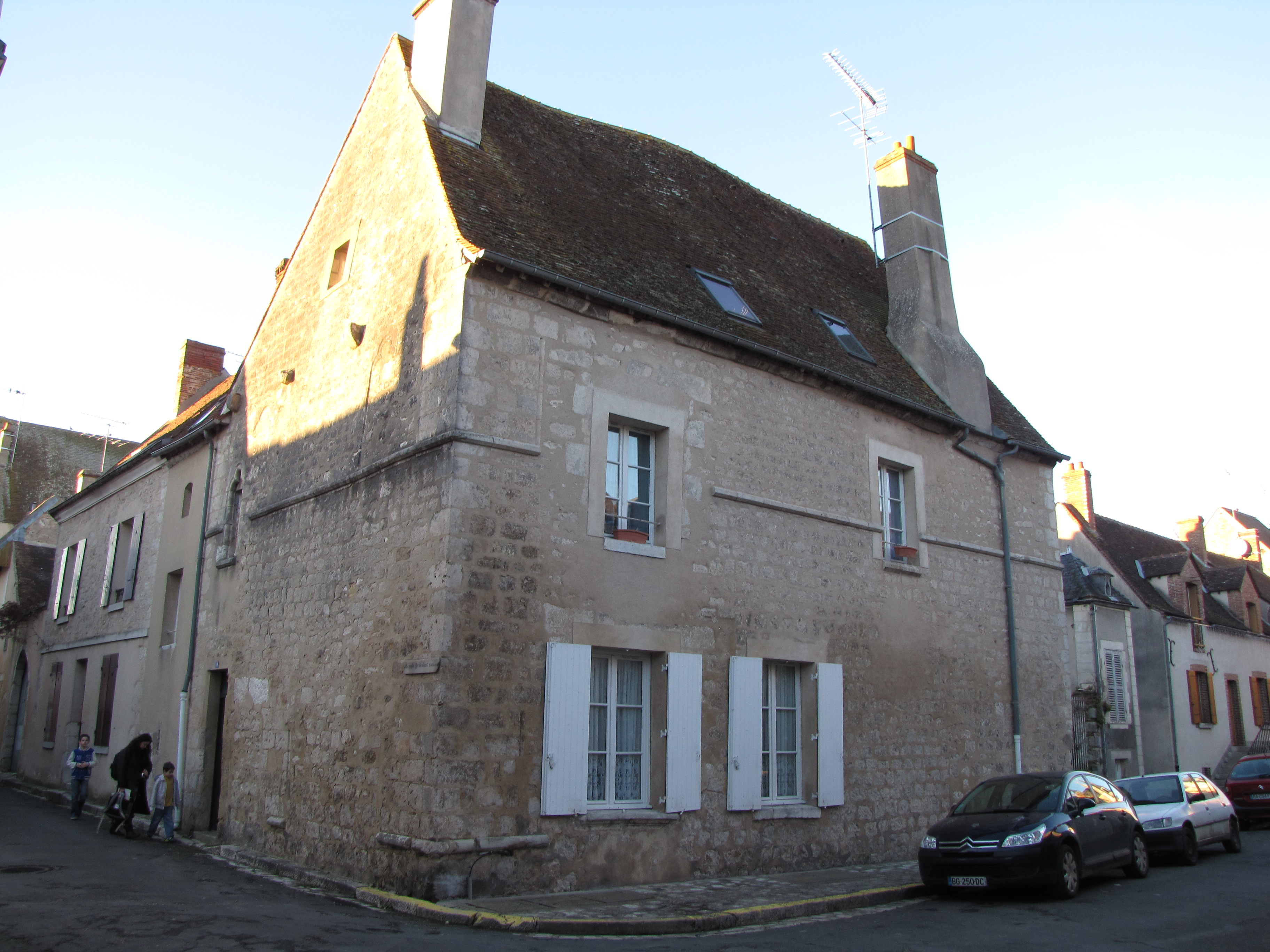
Bâtiment dit Temple protestant (voir son style gothique).

### Personnalités liées à la commune

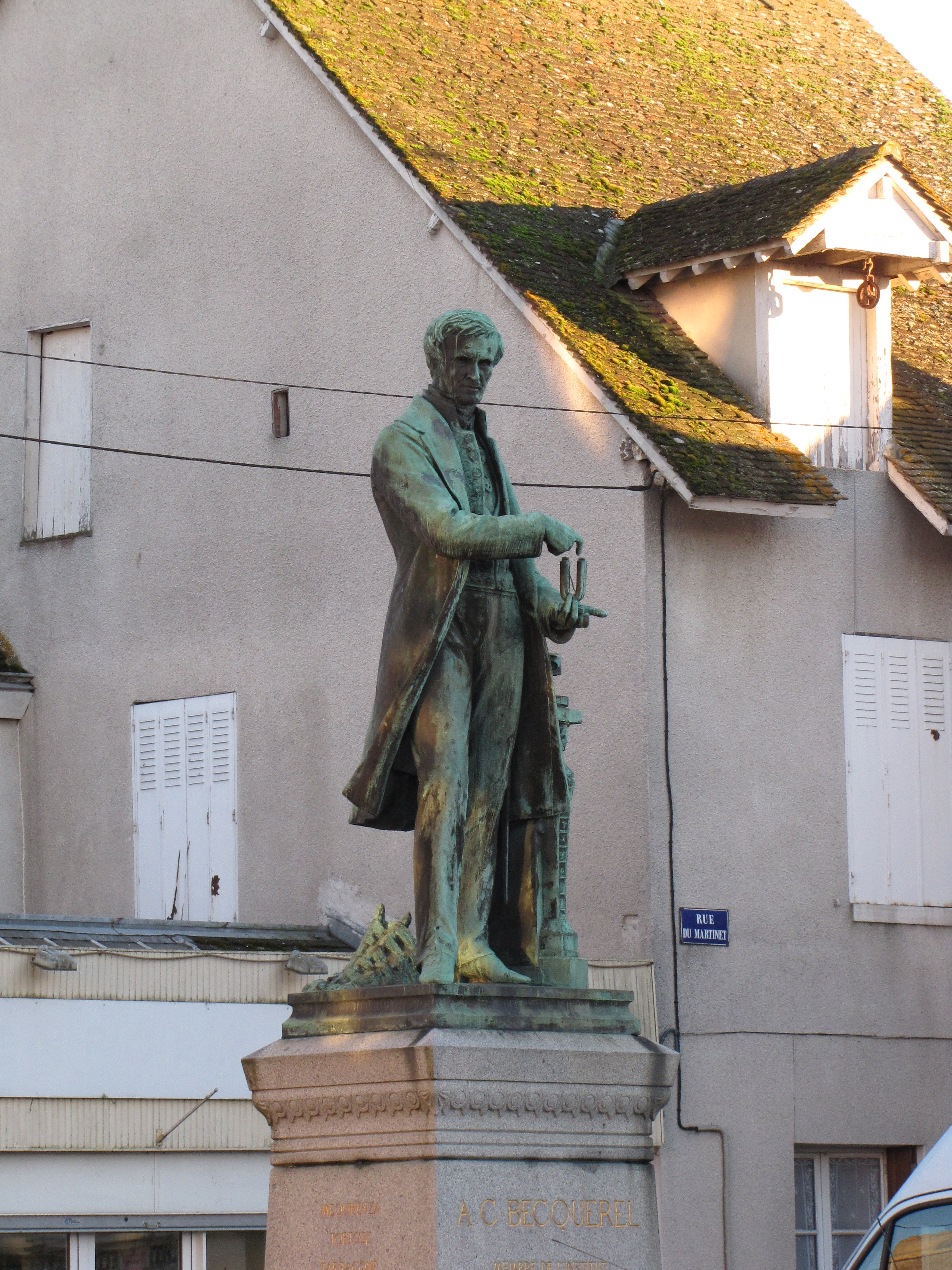
Statue de Antoine César Becquerel
place Becquerel.

- Renaud de Châtillon (v. 1120-1187), chevalier croisé issu de la famille des de Donzy et qui deviendra prince d'Antioche puis seigneur d'Outre-jourdain, tient son nom de la commune de Châtillon-sur-Loing[130].
- Gaspard Ier de Coligny (v.1465-1522), seigneur de Châtillon, est né à Châtillon-sur-Loing.
- Odet de Coligny, cardinal de Châtillon,(1517-1571), fils aîné de Gaspard Ier, né à Châtillon-sur-Loing, converti au calvinisme, mort empoisonné.
- Gaspard II de Coligny (1519-1572), seigneur de Châtillon, comte de Coligny et amiral de France, deuxième fils de Gaspard Ier, né à Châtillon-sur-Loing, chef du protestantisme français, assassiné lors du massacre de la Saint-Barthélemy.
- François de Coligny d'Andelot (1521-1569), troisième fils de Gaspard Ier, lui aussi l'un des chefs du protestantisme français pendant les guerres de Religion, né à Châtillon-sur-Loing.
- Louise de Coligny, (1555-1620), fille de Gaspard II de Coligny, se marie avec Charles de Téligny le 26 mai 1571. Son mari est tué à la Saint-Barthélemy. Le 12 avril 1583, elle épouse en secondes noces Guillaume Ier d'Orange-Nassau, qui sera aussi assassiné. Un fils naît de cette union. Elle est née à Châtillon-sur-Loing.
- Isabelle Angélique de Montmorency, duchesse de Châtillon (1627-1695), veuve de Gaspard IV de Coligny.
- Antoine César Becquerel (1788-1878), physicien, est né à Châtillon-Coligny en 1788.
- Henri Becquerel (1852-1908), le physicien qui a découvert la radioactivité naturelle en 1896, est né à Châtillon-Coligny[131].
- Colette (1873-1954), romancière française, membre de l'académie Goncourt, a vécu environ 18 mois dans la commune[132], alors dénommée Châtillon-sur-Loing, et s'y est mariée le 15 mai 1893 avec Henri Gauthier-Villars, dit Willy.
- Jacques Adnet et Jean Adnet (1900-1984), architectes et décorateurs, sont nés dans la commune.

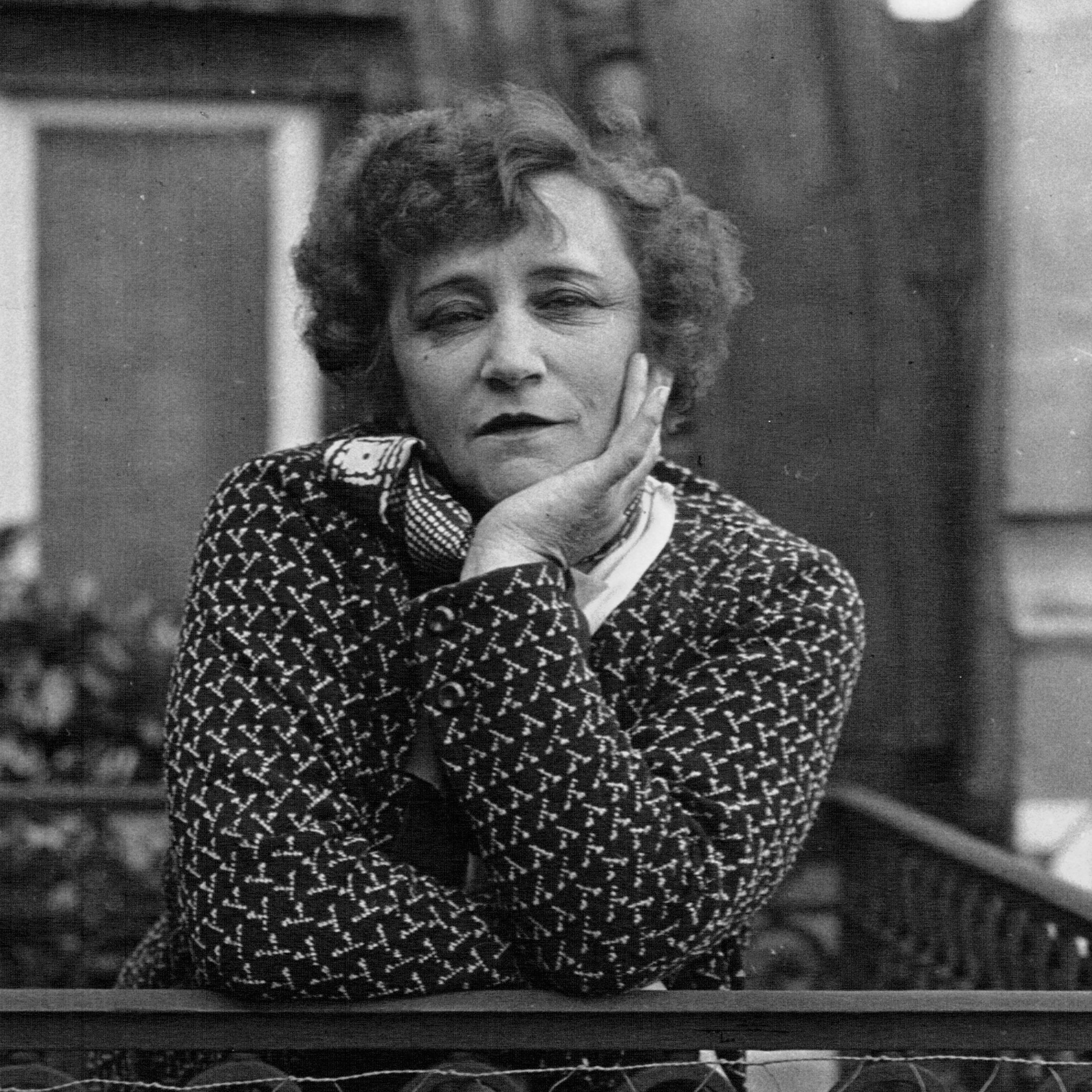
Colette.

### Équipements culturels
- Cinémobile.

### Héraldique
| Blason de Châtillon-Coligny | Les armes de Châtillon-Coligny se blasonnent ainsi : De gueules à l'aigle d'argent becquée et couronnée d'azur, membrée et languée d'or. |

- Par ailleurs, Malte-Brun, dans La France illustrée (1882), donne un blasonnement moins glorieux, sans couronne et un vol abaissé : De gueules, à l'aigle au vol abaissé d'argent becquée et membrée d'azur.